# Wildschwein
Das Wildschwein (Sus scrofa), jägersprachlich Schwarzwild (salopp auch Schwarzkittel) genannt, ist ein Paarhufer in der Familie der Echten Schweine und die Stammform des Hausschweins. Das ursprüngliche Verbreitungsgebiet reicht von Westeuropa bis Südostasien. Durch Aussetzen in Nord- und Südamerika, Australien sowie auf zahlreichen Inseln ist es heute nahezu weltweit verbreitet.
Wildschweine sind Allesfresser und sehr anpassungsfähig. In Mitteleuropa nimmt die Population vor allem durch den vermehrten Anbau von Mais stark zu und die Tiere wandern verstärkt in besiedelte Bereiche ein.

## Terminologie und Etymologie
Die Bezeichnung „Schweine“ für die Säugetierfamilie ist altgermanischen Ursprungs. Entsprechend der Bezeichnung bei allen Schweinen heißen männliche erwachsene Tiere (Wild-)Eber und weibliche (Wild-)Sauen oder Säue. Sowohl „Eber“ als auch „Sau“ sind nur leichte Abwandlungen germanischer Wörter. Ähnliche Wortstämme gibt es aber darüber hinaus auch in anderen indogermanischen Sprachen, z. B. im Lateinischen „aper“ und „sus“, so dass ein vorgermanischer Ursprung wahrscheinlich erscheint. Das Wort „Sau“ könnte von einer Lautmalerei des für die Tiere typischen Grunzlautes abgeleitet sein oder aber sich im Sinne der indogermanischen Wurzel *su- auf die Gebärfähigkeit der Tiere beziehen. Die Bezeichnung Ferkel für die noch von der Muttermilch abhängigen Jungtiere leitet sich aus einer Verkleinerungsform einer anderen germanische Bezeichnung für „Schwein“ ab, *farha-, die wiederum ebenfalls vorgermanischen Ursprungs und z. B. mit dem englischen „pork“ verwandt ist; dieses Wort bezieht sich ursprünglich auf die Gewohnheit der Tiere, die Erde aufzuwühlen.
Für Wildschweine haben sich bereits in alter Zeit weitere Begriffe eingebürgert, welche die allgemeinen für die gesamte Tierfamilie geltenden Bezeichnungen teilweise verdrängt haben. Dies gilt in besonderer Weise für die weidmännische Sprache. So heißt das erwachsene männliche Wildschwein Keiler, nach seinen mächtigen Eckzähnen, den Hauern (vgl. die aus dem Rotwelschen kommenden Begriffe „keilen“ bzw. „Keilerei“). Ein starker Keiler ab dem fünften oder sechsten Lebensjahr wird in der Jägersprache als „Basse“ oder „Hauptschwein“ bezeichnet.
Die Bezeichnung Bache für das weibliche erwachsene Wildschwein ist hingegen erst seit dem 16. Jahrhundert in dieser Bedeutung belegt. Ursprünglich war mit dem althochdeutschen Wort *bah- der Rücken eines Tieres bzw. die hieraus entnommene Speckseite gemeint (vgl. engl. „back“ oder das französische, aus dem Deutschen entlehnte Wort „bacon“, „Speck“). Junge Wildschweine werden bis zum Alter von einem Jahr Frischlinge genannt, im zweiten Lebensjahr heißen sie in der Jägersprache Überläufer („Überläuferbache“ bzw. „Überläuferkeiler“).
Eine Gruppe von mehreren Wildschweinen heißt Rotte, ein Begriff, dessen Wurzeln im Mittellateinischen liegen („rupta“, „Schar“) und über das Altfranzösische ins Mittelhochdeutsche übernommen wurde.

## Merkmale

### Körperbau

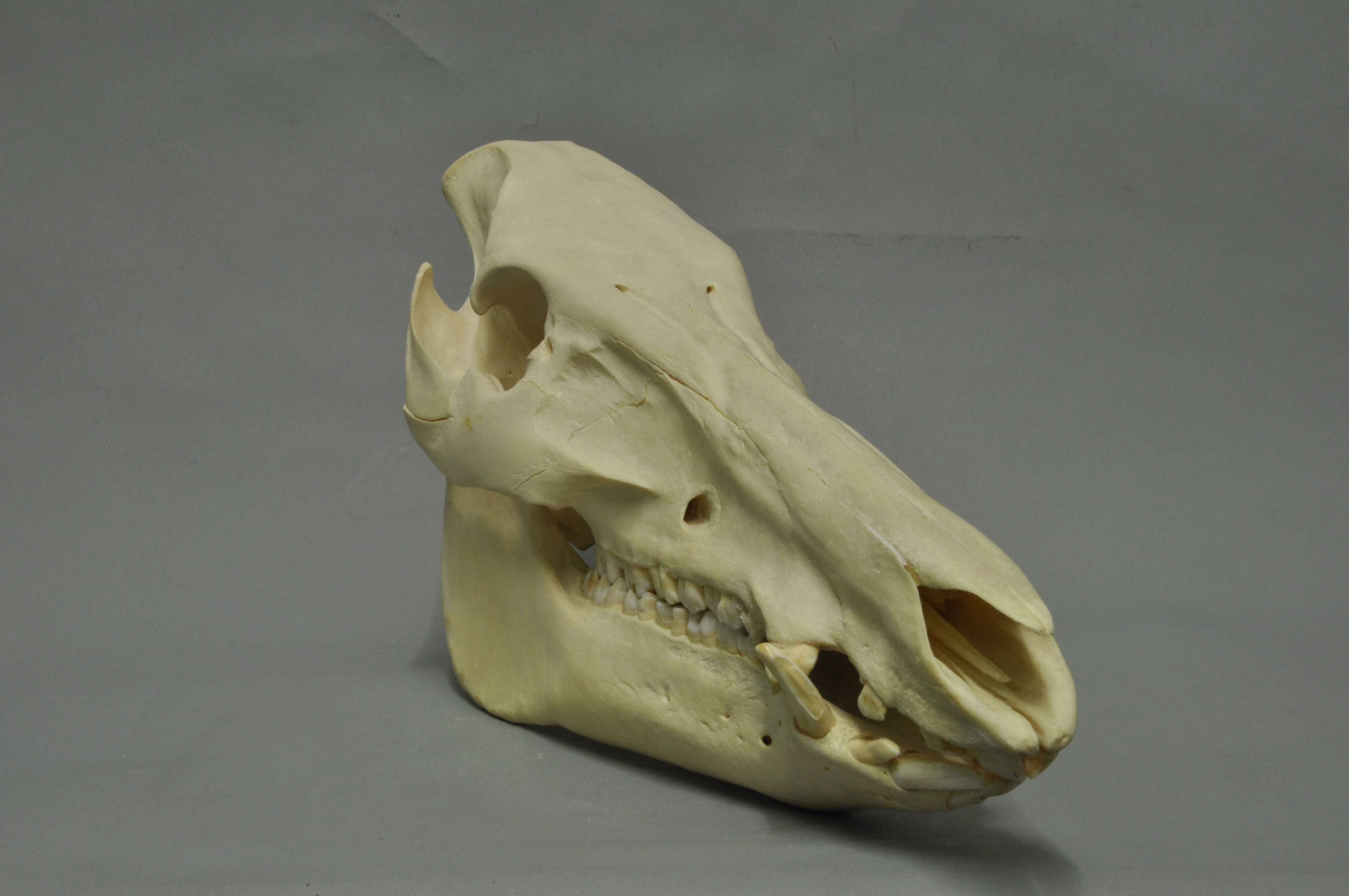
Schädel eines Wildschweines

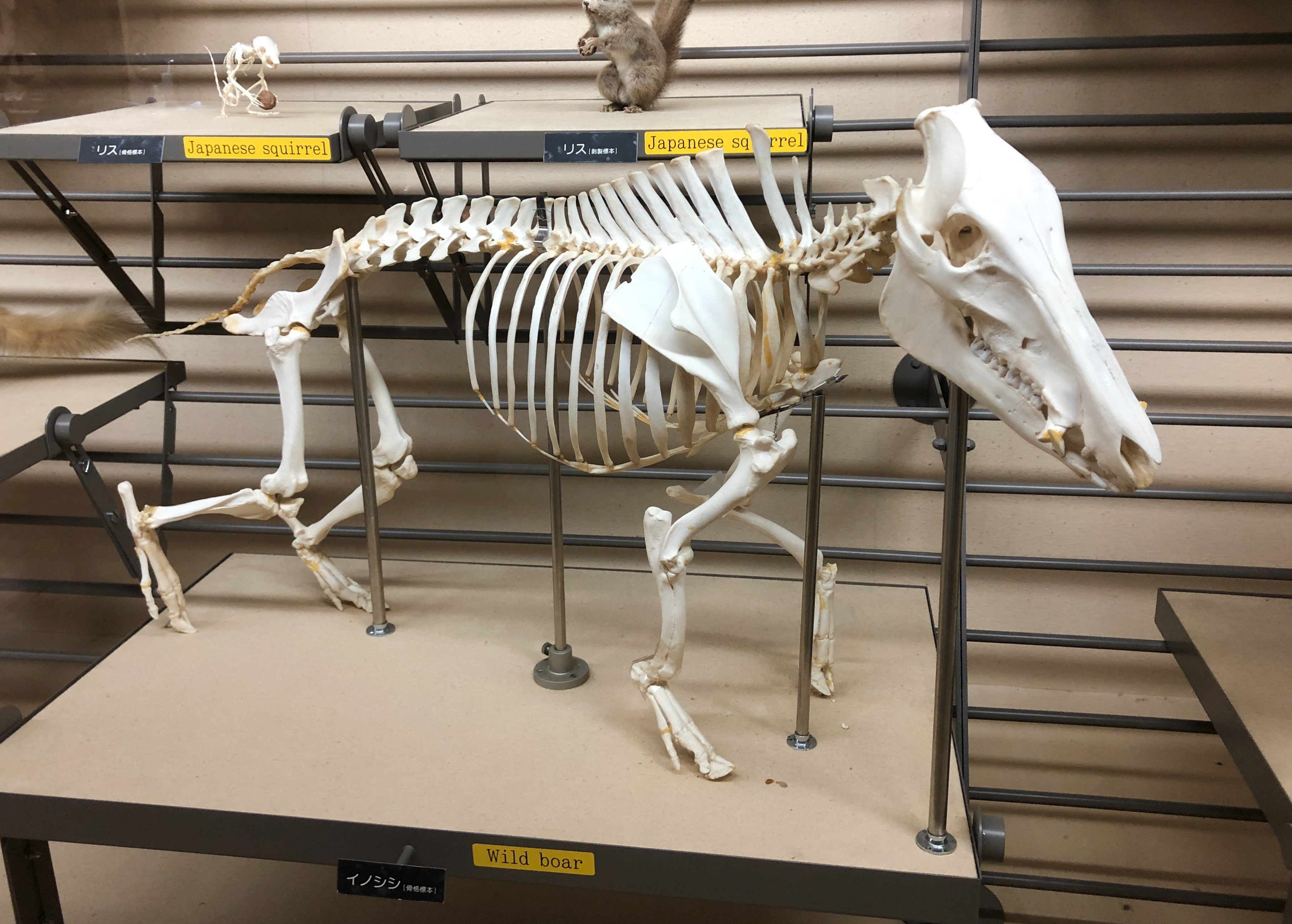
Skelett eines Wildschweins

Der Körper des Wildschweins wirkt, von der Seite betrachtet, gedrungen und massiv. Dieser Eindruck wird durch die im Vergleich zur großen Körpermasse kurzen und nicht sehr kräftig wirkenden Beine verstärkt. Im Verhältnis zum Körper wirkt auch der Kopf fast überdimensioniert. Er läuft nach vorne keilförmig aus. Die Augen liegen weit oben im Kopf und sind nach schräg-vorne gerichtet. Die Ohren sind klein und von einem Rand zottiger Borsten umgeben. Der kurze, gedrungene und wenig bewegliche Hals ist nur erkennbar, wenn Wildschweine ihr Sommerfell tragen. Im Winterfell scheint der Kopf direkt in den Rumpf überzugehen. Von der Stirn bis über den Rücken verläuft ein Kamm langer Borsten, die aufgestellt werden können.
Die Körperhöhe nimmt zu den Hinterbeinen ab. Der Körper endet in einem bis zu den Fersengelenken hinabreichenden Schwanz, der sehr beweglich ist. Mit ihm signalisiert das Wildschwein durch Pendelbewegungen oder durch Anheben seine Stimmung. Von vorne betrachtet wirkt der Körper schmal.
Das erwachsene männliche Tier lässt sich vom weiblichen von der Seite an der Form der Schnauze unterscheiden. Während sie bei der Bache lang und gerade verläuft, wirkt sie beim Keiler gedrungener und kürzer.

### Gebiss

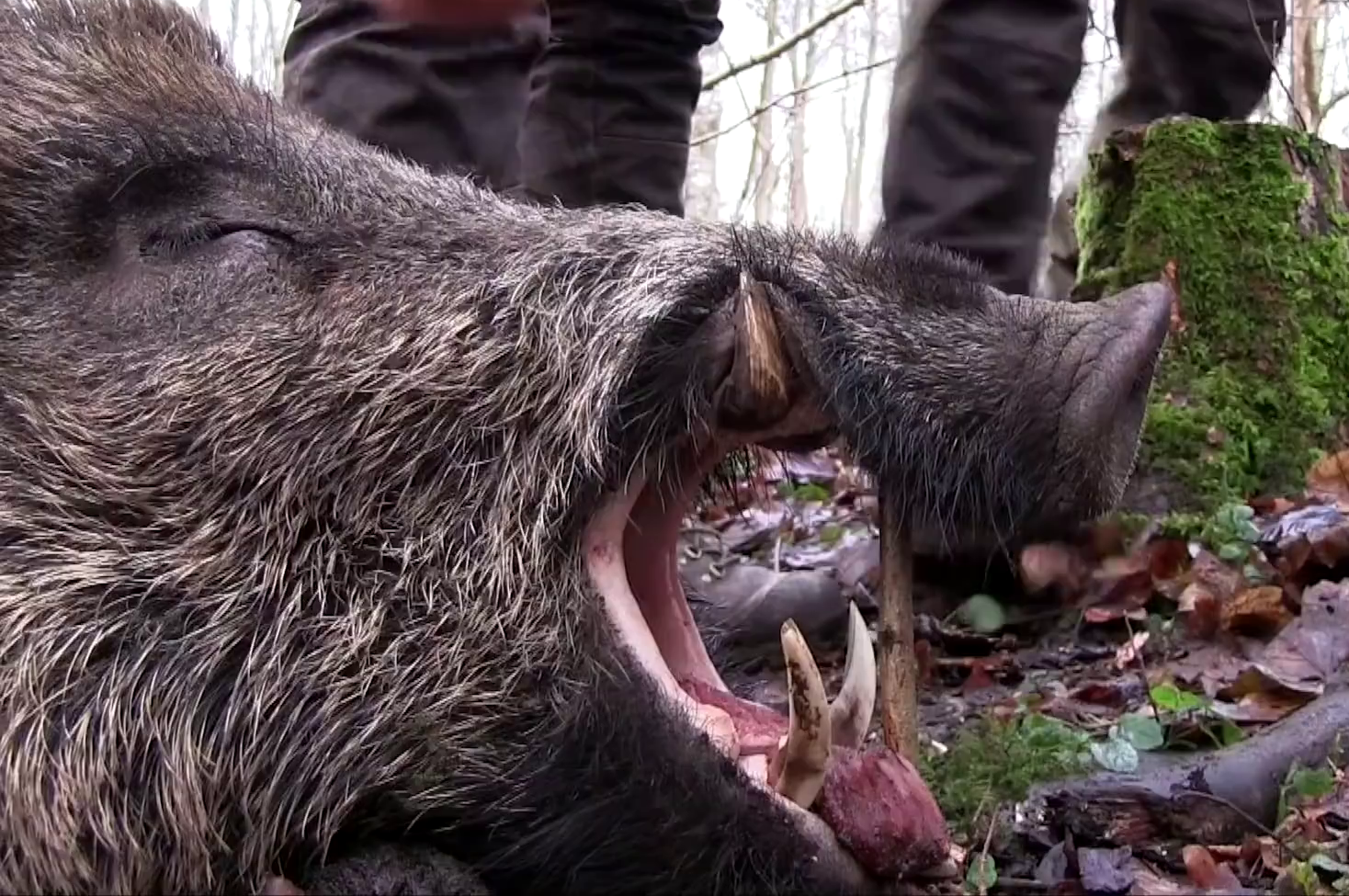
Gebiss eines männlichen Wildschweins mit deutlich erkennbaren Eckzähnen

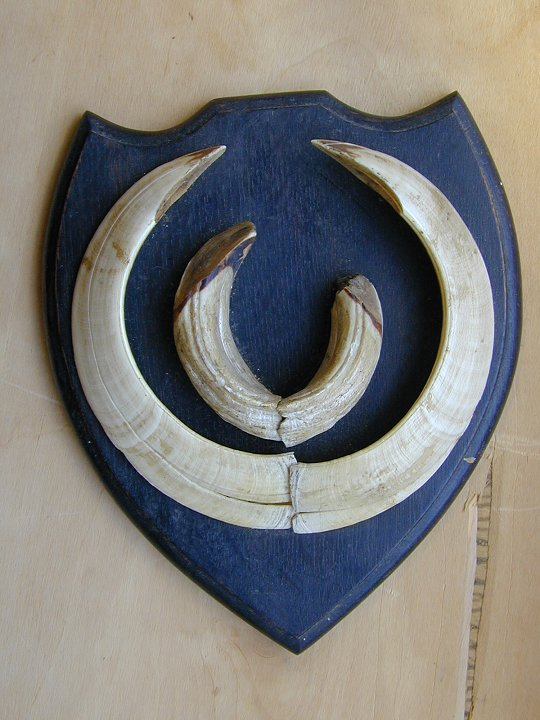
Die auch als Jagdtrophäe geltenden Eckzähne eines männlichen Wildschweins

Das Wildschwein hat ein kräftiges Gebiss mit 44 Zähnen, in jeder Kieferhälfte drei Schneidezähne (Incisivi, Abk. „I“), einen Eckzahn (Caninus, Abk. „C“), vier Prämolaren (Abk. „P“) und drei Molaren (Abk. „M“).
Die oberen und unteren Eckzähne des Keilers krümmen sich aufwärts; bei Bachen tritt dies nur in geringem Umfang bei älteren Tieren auf. Die Eckzähne dienen als Waffen bei Brunftkämpfen, die schwere Wunden verursachen können.
Die unteren Eckzähne des Keilers können in Ausnahmefällen eine Länge von bis zu 30 cm erreichen. Bei normalen ausgewachsenen Keilern haben sie in der Regel eine Länge von 20 cm, von denen aber selten mehr als 10 cm aus dem Kiefer ragen. Die beim Keiler nach oben gekrümmten Eckzähne des Oberkiefers sind wesentlich kürzer. Die Eckzähne haben keine Wurzeln, stecken zu 2/3 im Kiefer und wachsen lebenslang.

### Fell

#### Fell von ausgewachsenen und einjährigen Tieren
Das Fell des Wildschweins ist im Winter dunkelgrau bis braun-schwarz mit langen borstigen Deckhaaren und kurzen feinen Wollhaaren. Es dient vor allem der Wärmeregulation, da der zwischen den Haaren eingeschlossene Luftraum eine zu starke Abgabe der Körperwärme verhindert. Die glatten Deckhaare verhindern, dass die Haut beim Durchstreifen von Gestrüpp verletzt wird. Das Wollhaar bedeckt den gesamten Körper mit Ausnahme einiger Kopfpartien und des unteren Teils der Beine. Bei älteren Keilern finden sich beidseitig im Bereich der Schultern verdickte, verfilzte Stellen, genannt der Schild.
Im Frühjahr verliert das Wildschwein das lange, dichte Winterfell und hat ein kurzes, wollhaarfreies Sommerfell mit hell gefärbten Haarspitzen. Der Fellwechsel findet in einem Zeitraum von etwa drei Monaten statt und beginnt in Mitteleuropa in den Monaten April bis Mai. Wildschweine wirken im Sommerfell wesentlich schlanker. Vorjährige Wildschweine beginnen bereits ab Ende Juli oder Anfang August mit dem Wechsel zum Winterfell. Bei ausgewachsenen Wildschweinen beginnt der Wechsel zum Winterfell erst im September. Im November ist der Fellwechsel abgeschlossen.
Allerdings bestehen in der Fellfärbung sowohl regional als auch im selben Gebiet große Unterschiede. So sind Wildschweine der Balchaschsee-Region hell sandfarben oder sogar weißlich, in Belarus findet man rötlichbraune, hellere oder sogar tiefschwarze Tiere. Am Ussuri trifft man auf hellbraune und schwarze Wildschweine.

#### Gefleckte Wildschweine
In freilebenden Wildschweinpopulationen treten immer wieder Individuen auf, die schwarzbraune bis schwarze Flecken unterschiedlicher Größe auf hellerem Grund aufweisen. Gelegentlich werden sogar schwarz-weiß und schwarz-braun-weiß gefleckte Wildschweine beobachtet. Bei Untersuchungen von Heinz Meynhardt in der DDR in den 1970er Jahren traten Fleckungen bei etwa drei von hundert Wildschweinen auf. Die Fleckung wird rezessiv vererbt. Diese Färbungen werden darauf zurückgeführt, dass Hausschweine lange Zeit als Weideschweine gehalten wurden und es dabei zu Kreuzungen zwischen Wild- und Hausschweinen kam.
Polnische Untersuchungen aus demselben Zeitraum haben gezeigt, dass stark schwarzweiß gefärbte Wildschweine im Vergleich zu ihren normal gefärbten Artgenossen eine höhere Sterblichkeitsrate haben, da bei ihnen die Wärmeregulation weniger gut funktioniert.

#### Fell der Jungtiere

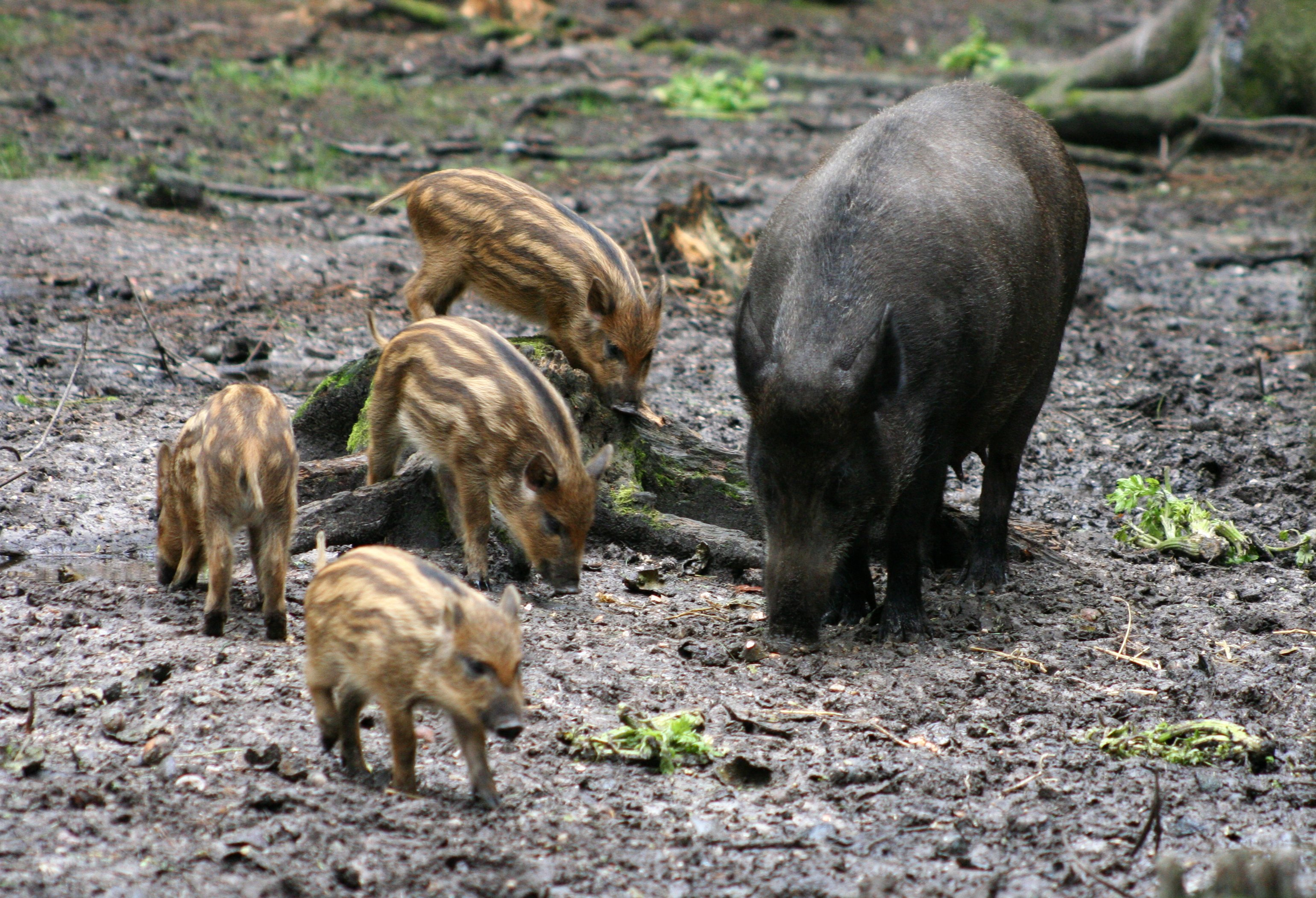
Muttertier mit Jungen

Neugeborene Wildschweine, in der Jägersprache Frischlinge genannt, haben ein mittelbraunes Fell, das in der Regel vier bis fünf gelbliche, von den Schulterblättern bis zu den Hinterbeinen reichende Längsstreifen aufweist. Die Streifenform ist so individuell, dass Jungtiere eindeutig identifiziert werden können. Ihr Deckhaar ist noch wesentlich weicher und wolliger als bei älteren Tieren und schützt die Tiere gegenüber Feuchtigkeit weniger gut, so dass bei feuchter Witterung eine hohe Sterblichkeit vorkommen kann. Dieses Jungtierfell wird etwa drei bis vier Monate getragen, bevor die Tiere allmählich das einfarbig bräunliche Jugendfell bekommen. Es ist grobhaariger als das Jungtierfell, jedoch immer noch weicher als jenes ausgewachsener Tiere und hat auch weniger gut entwickelte Wollhaare. In Mitteleuropa entwickeln die Jungtiere im Oktober und November ihr erstes Winterkleid, das dann auch vermehrt die graue bis schwarze Färbung ausgewachsener Tiere zeigt.

### Körpergewicht und Körpergröße
Gewicht und Größe sind je nach geographischer Verbreitung sehr unterschiedlich, das Gewicht variiert außerdem je nach Jahreszeit. Als grobe Regel kann gelten, dass Körpermasse und Körpergröße von Südwesten nach Nordosten zunehmen. Vollkommen ausgewachsen sind Wildschweine ab ihrem fünften Lebensjahr; in Mitteleuropa haben Bachen (weibliche Tiere) dann eine Kopf-Rumpf-Länge von 130 bis 170 cm, Keiler erreichen eine Länge von 140 bis 180 cm. Das maximale Lebendgewicht von ausgewachsenen Bachen in Mitteleuropa liegt bei rund 150 kg und das von ausgewachsenen Keilern (männlichen Tieren) bei rund 200 kg. Mindestens fünf Jahre alte Bachen im Osten Deutschlands wogen ohne innere Organe zwischen 43 und 95 kg, männliche Individuen ohne innere Organe zwischen 54 und 157 kg. Die höchsten Gewichte erreichten Bachen dort von Oktober bis März, Keiler von August bis Dezember. Ein Schlachtgewicht oder Schlachtalter kann nicht definiert werden, da die Jagd auf wilde Tiere dem Zufallsprinzip unterliegt.
Wildschweine in Astrachan, im Biosphärenreservat Bjaresinskij und im Kaukasus werden deutlich größer und schwerer. Keiler können hier eine Körperlänge bis zu 200 cm und ein Gewicht bis zu 200 kg erreichen. In den 1930er Jahren wurden im Wolgadelta und am Syrdarja Wildschweine von bis zu 260 kg erlegt, und einige Jahre vorher sind sogar Tiere von 270 kg und 320 kg Gesamtgewicht belegt. Auch aus dem fernen Osten Russlands sind Keiler mit über 300 kg Körpergewicht bekannt. Im gesamten Verbreitungsgebiet verringerte sich die Körpergröße des Wildschweins durch Bejagung und heute gelten Tiere mit 200 kg Körpergewicht als sehr groß.

## Verbreitung und Lebensraum

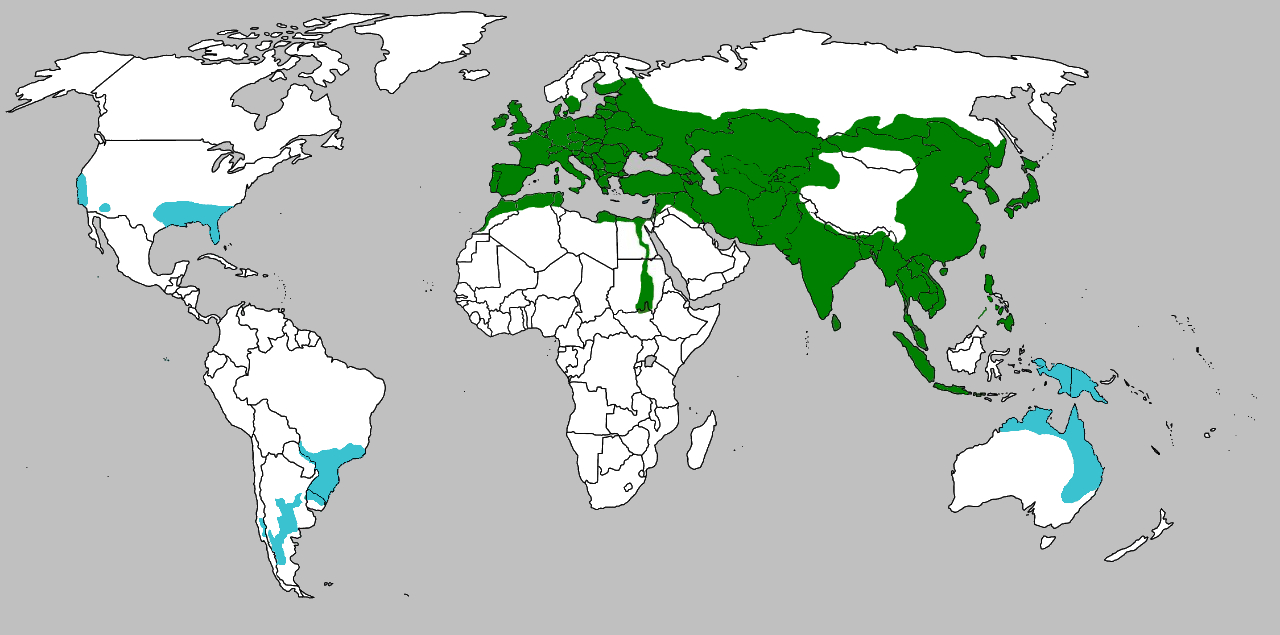
Ursprüngliches Verbreitungsgebiet (grün) und Gebiete mit eingeführten Populationen (blau)

Das Wildschwein ist ein in ganz Eurasien sowie in Japan und in Teilen der südasiatischen Inselwelt in etwa 20 Unterarten verbreitetes Wildtier. Das Verbreitungsareal hat sich im Laufe der Jahrtausende mehrmals verändert. Während der Kaltzeiten hat sich das Verbreitungsgebiet mehrfach in östlicher und südlicher Richtung verschoben und während Wärmeperioden wieder in westlicher und nördlicher Richtung ausgedehnt. Die Art kam nach der letzten Eiszeit ursprünglich von den Britischen Inseln, Südskandinavien und Marokko im Westen über ganz Mittel- und Südeuropa, Vorder- und Zentralasien, Nordafrika, Vorder- und Hinterindien bis Ostsibirien, Japan und Vietnam im Osten vor und erreicht über Sumatra und Java sogar die Kleinen Sundainseln Bali, Lombok, Sumbawa und Komodo. Außerdem findet man es auf Ceylon, Hainan und Taiwan, auf Borneo scheint die Art dagegen zu fehlen. Die Vorkommen auf Sardinien, Korsika und den Andamanen sind vermutlich durch den Menschen dort angesiedelt worden.
In Nordafrika war es bis vor wenigen Jahrhunderten entlang des Niltals bis südlich von Khartum sowie nördlich der Sahara verbreitet. Mittlerweile gilt das Wildschwein in Nordafrika als selten. Die früher von der Südtürkei bis nach Palästina vorkommende Unterart Sus scrofa libycus sowie die früher in Ägypten und Sudan beheimatete Unterart Sus scrofa barbarus gelten als ausgestorben. Auf der Arabischen Halbinsel kommen Wildschweine nur im äußersten Norden vor.
Die ursprüngliche Nordgrenze der Verbreitung erstreckte sich vom Ladogasee (auf 60° N) im Nordwesten südwärts über Nowgorod bis Moskau und dann in west-östlicher Richtung über die Wolga bis zum südlichen Ural (wo sie 52° N erreichten). Von da aus schob sich die Grenze wieder leicht nach Norden, um beinahe Ischim und weiter östlich den Irtysch auf 56° N zu erreichen. In der östlichen Barabasteppe (westlich Nowosibirsk) bog die Linie scharf nach Süden ab und erreichte beinahe die Ausläufer des Altaigebirges, das sie umkreiste und sich von dort aus über das Tannu-ola-Gebirge bis zum Baikalsee zog. Von hier verlief die Grenze nördlich des Amur bis zu seinem Unterlauf am Chinesischen Meer. Auf Sachalin ist das Wildschwein nur fossil nachgewiesen. In trockenen Wüsten, Hochgebirgen und im Tibetischen Hochland fehlt das Wildschwein naturgemäß auch südlich der beschriebenen Linie. So fehlt es in den Trockengebieten der Mongolei ab 44–46° N südwärts, in der Volksrepublik China westlich von Sichuan und in Indien nördlich des Himalaya. In den hohen Bergen des Pamir und im Tianshan findet man keine Wildschweine, im Tarimbecken und an den unteren Hängen des Tianshan kommen die Tiere dagegen vor.
In den letzten Jahrhunderten hat sich die Verbreitung des Wildschweins vor allem aufgrund menschlicher Eingriffe verändert. Mit der Ausdehnung und Intensivierung der Landwirtschaft nahm auch die Bejagung des Wildschweins zu, so dass beispielsweise die Art in England bereits zu Beginn des 17. Jahrhunderts ausgerottet war. In Dänemark erlegte man die letzten Wildschweine Anfang des 19. Jahrhunderts, bis 1900 gab es auch in Tunesien und dem Sudan keine Wildschweine mehr, und auch in Deutschland sowie in Österreich, Italien und der Schweiz waren weite Teile wildschweinfrei. Zu den deutschen Regionen, in denen bis in die 1940er Jahre Wildschweine nicht mehr vertreten waren, zählen beispielsweise Thüringen, Sachsen, Schleswig-Holstein und Baden-Württemberg.

### Rückgewinnung des Verbreitungsgebiets
Seit dem 20. Jahrhundert leben Wildschweine wieder in weiten Teilen ihres ursprünglichen Verbreitungsgebiets. So sind beispielsweise in die italienische Toskana, die lange Zeit aufgrund der intensiven landwirtschaftlichen Bewirtschaftung wildschweinfrei war, in den 1990er Jahren wieder Wildschweine eingewandert.
Auch in Russland war das Wildschwein in den 1930er Jahren in weiten Teilen ausgerottet und die Nordgrenze der Verbreitung war besonders im Westen weit nach Süden verschoben. Bis 1950 hatten sich die Tiere jedoch wieder ausgebreitet und an vielen Stellen fast wieder die alte Nordgrenze des Verbreitungsgebietes erreicht. Besonders gut dokumentiert ist die Arealerweiterung in Osteuropa. Um 1930 gab es beispielsweise in den Sumpfwaldgebieten von Belarus, der Ukraine, Litauens und Lettlands noch Wildschweinbestände. Von dort aus verbreitete sich die Art anfangs entlang der Flussniederungen von Daugava (deutsch: Düna), Dnepr und Desna sowie später auch entlang der Oka, Wolga und dem Don. Um 1960 waren Wildschweine bereits von Sankt Petersburg bis Moskau wieder verbreitet; um 1975 erreichten sie Archangelsk bis Astrachan. Auch in Finnland wanderten Wildschweine wieder ein.
Ähnliches vollzog sich auch in westlicher Richtung. Seit den 1970er Jahren gibt es in Dänemark und Schweden wieder Wildschweinvorkommen, wobei diese allerdings auf aus Wildgehegen ausgebrochene Tiere zurückgingen. In diesen beiden Ländern hat sich das Wildschwein mittlerweile wieder fest etabliert, da es von den dortigen Forstbehörden als Wildbestand akzeptiert wird. Von Südschweden aus hat das Wildschwein 2006 auch Norwegen erreicht. Man nimmt an, dass es sich dort wieder dauerhaft ansiedelt, nachdem es seit 500 v. Chr. ausgestorben war. Zurzeit gilt das Wildschwein in Norwegen allerdings als unerwünschte Art.
Die Populationsentwicklung der letzten Jahrzehnte wird auch an den Jagdstrecken deutlich. So wurden in Deutschland in den Jahren 2000 bis 2003 erstmals jeweils mehr als 500.000 Wildschweine erlegt. In den 1960er Jahren lag die jährliche Jagdstrecke noch bei unter 30.000 Tieren.

### Vordringen in den städtischen Lebensraum

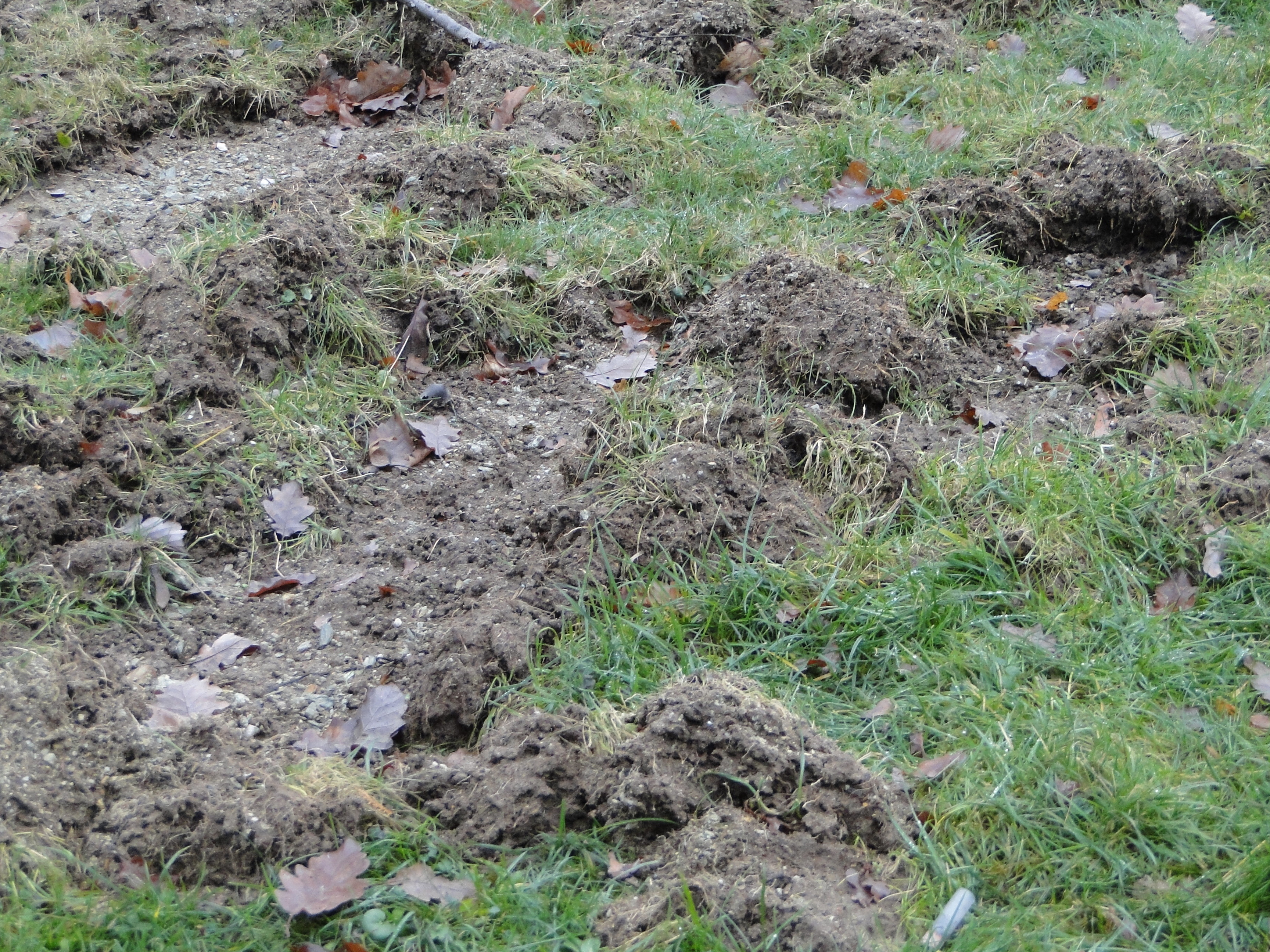
Durch Wildschweine umgewühlte (bzw. „gebrochene“) Wiese

Die Anpassungsfähigkeit der Wildschweine zeigt sich besonders deutlich in Berlin. Wildschweine haben sich dort die stadtnahen Wälder als Lebensraum erobert und dringen heute auch in die Vorstädte ein. Gelegentlich führt sie ihr Weg bis in die Innenstadt. So mussten im Mai 2003 zwei Wildschweine erschossen werden, die auf dem Alexanderplatz auftauchten.
Der Bestand an Wildschweinen rund um Berlin wird mittlerweile (Stand 2010) auf 10.000 Tiere geschätzt. Im unmittelbaren Stadtgebiet fühlen sich nach Schätzungen der Berliner Forstverwaltung rund 4.000 Tiere wohl. Sie dringen in die Gärten und Parks ein und richten dort zum Teil beträchtliche Schäden an. Sie durchstöbern auch Mülltonnen nach Essensresten. Die intelligenten Tiere registrieren sehr schnell, dass ihnen in Wohngebieten keine Bejagung droht, und werden gelegentlich sogar tagaktiv. So sind in einigen Berliner Stadtparks am helllichten Tag spielende Jungtiere zu beobachten. Der Berliner Senat hat ein strenges Fütterungsverbot erlassen, um zu verhindern, dass noch mehr Wildschweine in die Stadt gelockt werden.
In Wien dringen Wildschweine von der Lobau in Wohngegenden des Bezirks Donaustadt im Osten der Stadt vor. Sie kommen in Privatgärten und suchen Essbares aus Komposthaufen, für Katzen und Hunde bereitgestelltes Futter, von Menschen weggeworfene Essensreste usw. Die Forstbetriebe der Gemeinde Wien (MA 49) stellten im März 2018 Lebendfallen auf, um Tiere zu fangen und dann insbesondere im Wienerwald westlich der Stadt wieder freizulassen. Tatsächlich merken die klugen Tiere, dass Artgenossen weggefangen werden, und meiden solche Gebiete.

### Eingebürgerte Wildschweinbestände
Zu den verwilderten Schweinen Nordamerikas: siehe Hauptartikel Razorback.

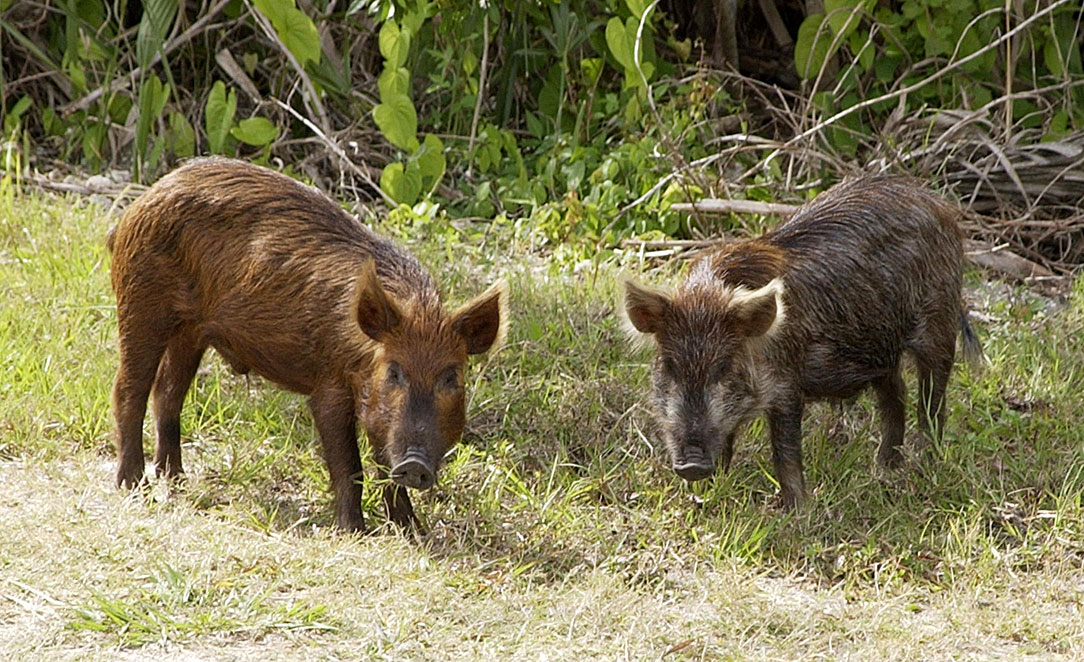
Razorback auf dem Areal von Cape Canaveral. In Florida sind Schweine Neozoen.

Das Wildschwein wurde Anfang des 20. Jahrhunderts zu Jagdzwecken in den Vereinigten Staaten eingebürgert, wo es sich zum Teil mit verwilderten Hausschweinen vermischt hat, die seit Anfang des 16. Jahrhunderts im Südwesten der Vereinigten Staaten (vor allem in Texas) lebten. Durch diese Vermischung gibt es in Nordamerika heute keine klare Abgrenzung zwischen Hausschwein und Wildschwein. Dabei scheinen sich aber Tiere, die einen relativ hohen Wildschwein-Anteil haben, gegenüber Schweinen mit hohem Hausschwein-Anteil durchzusetzen, obwohl die Bestände oft scharf bejagt werden. Zu den US-Staaten mit einem hohen Wildschweinbestand zählen Texas, Kalifornien, Florida, South Carolina, Georgia, Alabama, Arkansas, Oklahoma, Arizona und Louisiana.
Auch in Südamerika gibt es eingebürgerte Wildschweinbestände. In Argentinien wurden Wildschweine um 1900 eingebürgert und leben dort zwischen dem 40. und 44. Breitengrad.
Wildschweinbestände, die sich zum Teil ebenfalls mit dem Hausschwein vermischt haben, gibt es außerdem auch auf Neuguinea, Neuseeland und in Australien sowie auf Hawaii, Trinidad und Puerto Rico. Teilweise wurden die Tiere hier bereits vor hunderten von Jahren eingeführt. Nach Hawaii etwa gelangten die ersten Schweine vor rund 1000 Jahren mit polynesischen Seefahrern. In Australien wurden Wildschweine zu Beginn des 19. Jahrhunderts eingeführt, um dort unter anderem Schlangen zu bekämpfen. Heute gelten sie dort als Plage – sie töten beispielsweise regelmäßig neugeborene Lämmer und gelten daher als landwirtschaftliche Schädlinge. Auch auf zahlreichen südostasiatischen Inseln (Bismarck- und Louisiade-Archipel, Salomon- und Admiralitätsinseln und anderen im dortigen Bereich) wurden Wildschweine durch den Menschen eingeführt.
Die Art zählt zu den 100 gefährlichsten Neobiota weltweit.

### Lebensraum

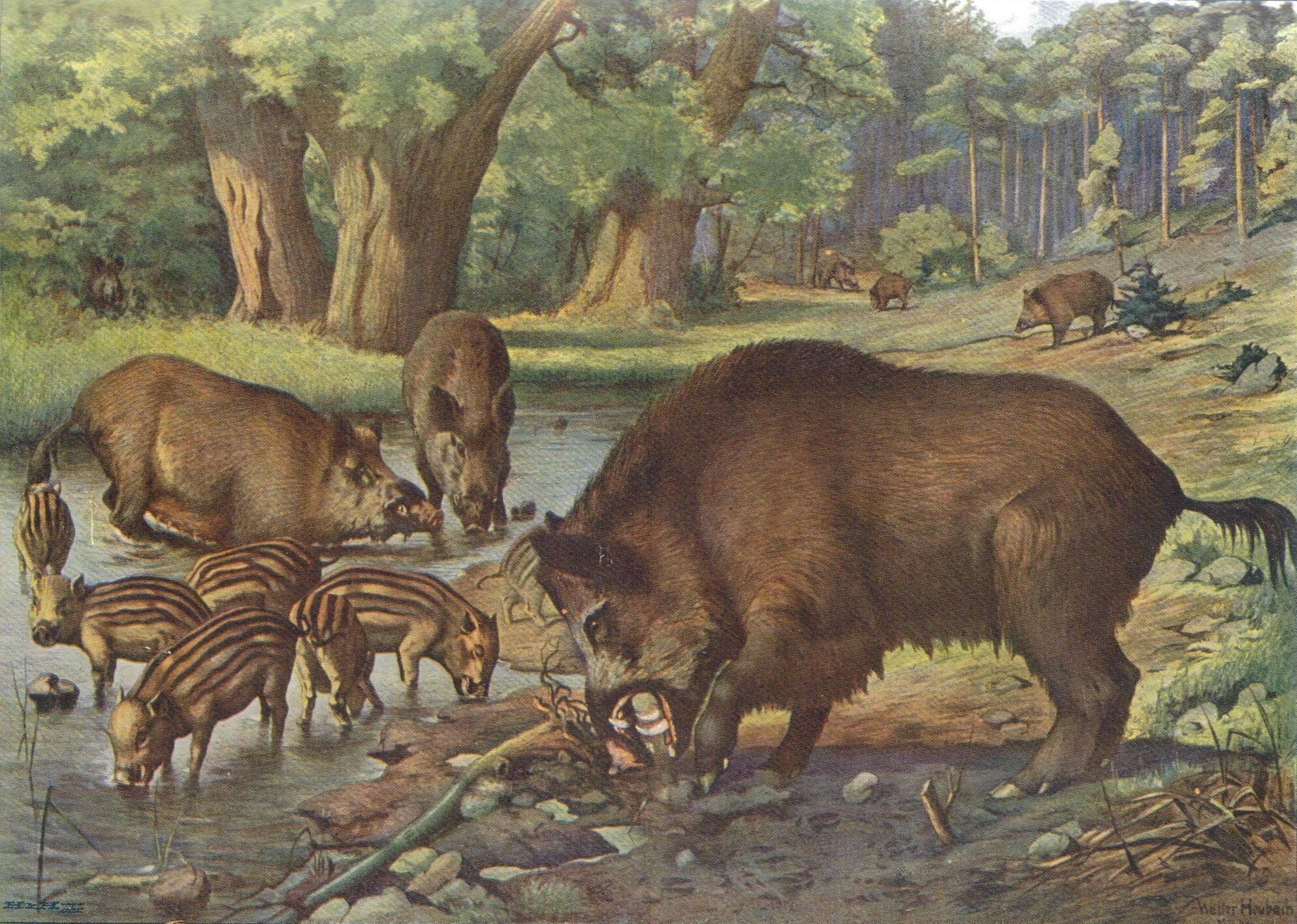
Wildschweine in der Suhle

Wildschweine passen sich unterschiedlichsten Lebensräumen an. Dazu trägt bei, dass sie ausgesprochene Allesfresser sind, die sich schnell neue Nahrungsnischen erschließen. Wildschweine haben durch ihre Fähigkeit, den Boden aufzubrechen, Zugang zu Nahrung, die anderen Großsäugern nicht zur Verfügung steht. Ihr kräftiges Gebiss kann sogar hartschalige Früchte wie Kokosnüsse aufbrechen. Sie sind außerdem ausgezeichnete Schwimmer und verfügen über eine gute Wärmeisolation, so dass sie sich auch an Feuchtgebiete anpassen können. Auf Grund dieser Fähigkeiten zählen sowohl borealer Nadelwald, schilfbewachsene Sumpfgebiete als auch immergrüner Regenwald zu den Lebensräumen, die vom Wildschwein besiedelt werden können.
Ihre nördliche Verbreitung wird dadurch begrenzt, dass über längere Zeit gefrorener Boden es ihnen unmöglich macht, an unterirdische Nahrungsreserven zu gelangen. Hoher Schnee behindert außerdem ihre Fortbewegung und damit ihre Nahrungssuche. Daher fehlen Wildschweine auch in Hochgebirgslagen.
Im klimatisch gemäßigten Mitteleuropa entwickeln Wildschweine die höchste Bestandsdichte in Laub- und Mischwäldern, die einen hohen Anteil an Eichen und Buchen haben und in denen es sumpfige Regionen sowie wiesenähnliche Lichtungen gibt.
Den subtropischen und tropischen Klimabedingungen passen sich Wildschweine durch eine Reduktion des Haarkleides an; sie bilden dort außerdem kein Unterhautfett, das ihnen im nördlichen Verbreitungsgebiet als Wärmeisolation dient. In heißen Regionen sind Wildschweine auf Wasserquellen angewiesen, Wüsten werden daher von ihnen nicht besiedelt.

## Ernährung

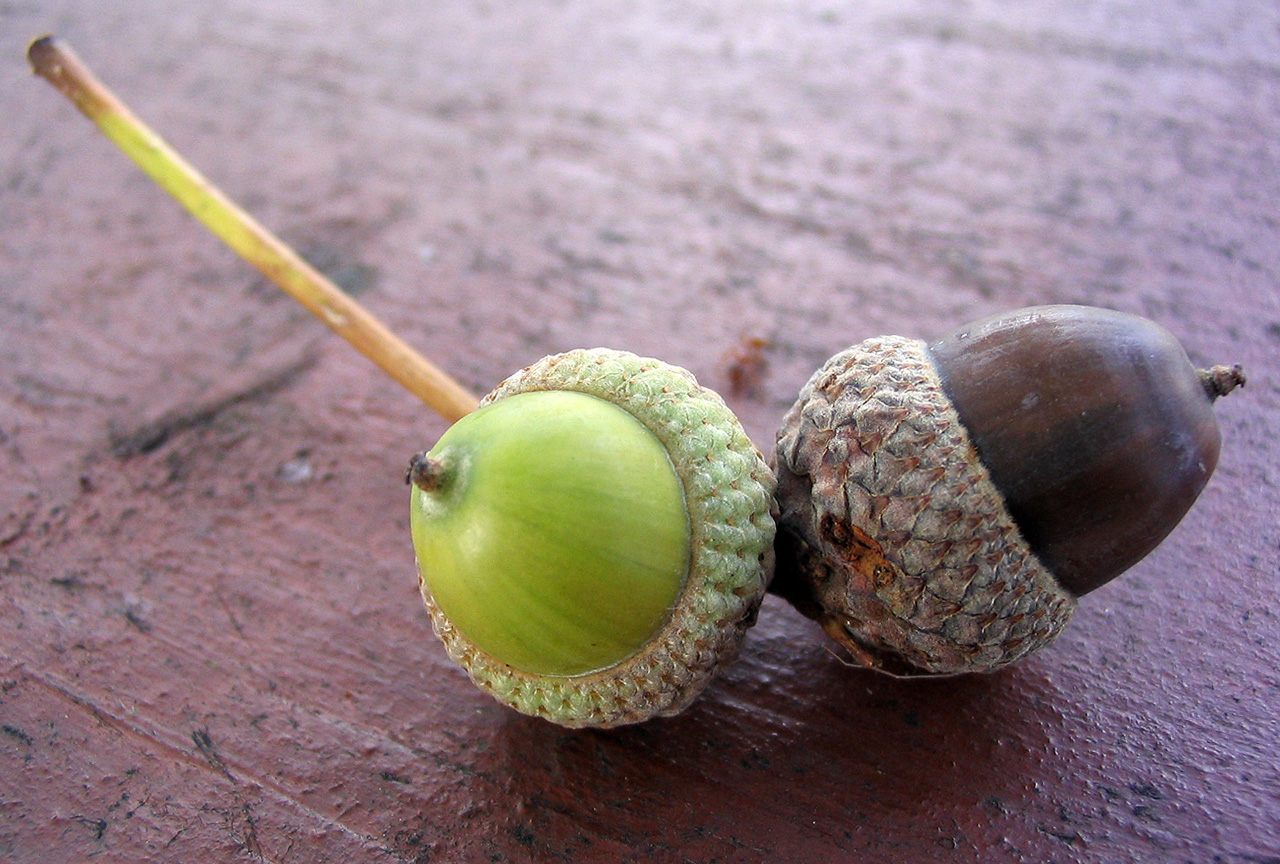
Eicheln gehören zur Lieblingsnahrung von Wildschweinen

Das Wildschwein durchwühlt bei der Nahrungssuche den Boden nach essbaren Wurzeln, Würmern, Engerlingen, Mäusen, Schnecken und Pilzen. Wildschweine fressen neben Wasserpflanzen wie beispielsweise dem Kalmus auch Blätter, Triebe und Früchte zahlreicher Holzgewächse, Kräuter und Gräser. Als Allesfresser nehmen sie auch Aas und Abfälle an. Es wurde beobachtet, dass Wildschweine Kaninchenbaue aufbrechen, um die Jungkaninchen zu fressen. Gelegentlich fallen ihnen auch Eier und Jungvögel bodenbrütender Vögel zum Opfer. An trockengefallenen Gewässern fressen sie sogar Muscheln.
Eine besondere Rolle im europäischen Verbreitungsgebiet spielen in der Nahrung von Wildschweinen die Früchte von Eichen und Buchen. In Jahren, in denen diese Bäume besonders gut tragen, sogenannte Mastjahre, leben Wildschweine monatelang überwiegend von diesen Früchten. Wenn diese Mast fehlt, wird diese durch landwirtschaftlichen Maisanbau kompensiert. Auch Jäger bringen Mais als Lockmittel ein. Im asiatischen Raum gilt ähnliches für die Samen verschiedener Zirbelkieferarten.
Zur bevorzugten pflanzlichen Nahrung gehören in Mitteleuropa auch die Wurzeln von Adlerfarn und Weidenröschen. Je nach Jahreszeit haben auch die Wurzeln von Buschwindröschen, Schlangen-Knöterich, Wegerich und Sumpfdotterblumen einen größeren Anteil an ihrer Nahrung. Wildschweine weiden außerdem gerne an Klee und fressen die oberirdischen Pflanzenteile von Süßgräsern, Ampfer, Giersch, Adlerfarn und Wiesen-Bärenklau sowie Eichenlaub.

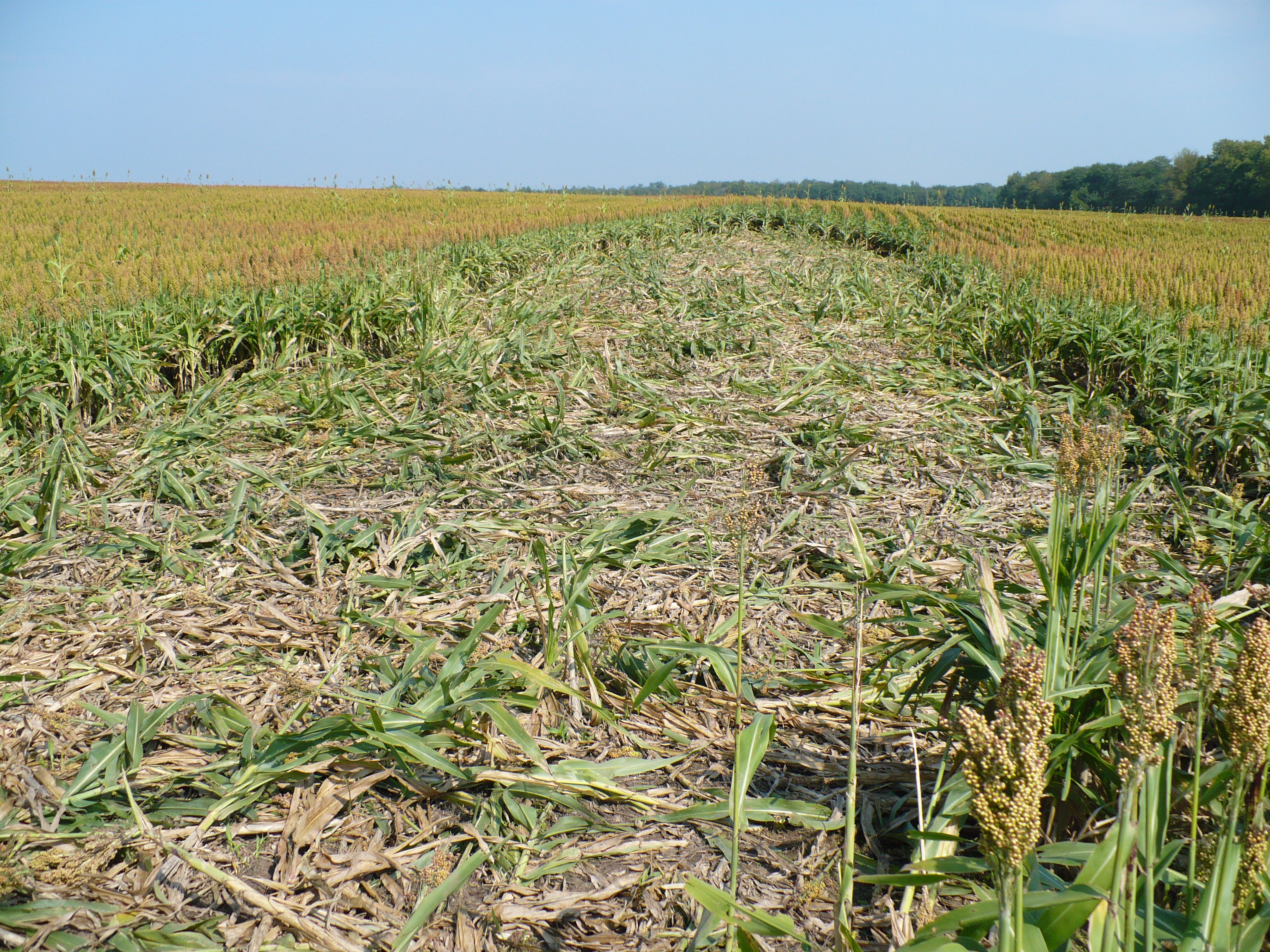
Von Wildschweinen verursachter Wildschaden in einem Feld mit Zuckerhirse

Wildschweine können erhebliche Wildschäden auf landwirtschaftlichen Nutzflächen verursachen. Sie fressen alle Feldfrüchte, die in Mitteleuropa in der Landwirtschaft angebaut werden. Bei Kartoffeln unterscheiden sie dabei sogar zwischen einzelnen Sorten und fressen besonders gerne Frühkartoffeln. Wildschweine durchwühlen auch Getreidefelder und richten durch ihre Wühlerei regelmäßig einen größeren Schaden als durch das Fressen an. Auch die Schäden, die sie beispielsweise in Landschaftsparks anrichten, sind vor allem Wühlschäden. Sie graben dabei ganze Wiesen und Rabatten auf der Suche nach Blumenzwiebeln um.
Große landwirtschaftliche Schäden treten vor allem dann auf, wenn Eichen und Buchen nicht ausreichend Frucht angesetzt haben und die Wildschweine daher bevorzugt auf den landwirtschaftlichen Feldfluren auf Nahrungssuche gehen. Dies ist der Hauptgrund, warum Wildschweine so stark bejagt wurden, dass sie in Teilen Europas über Jahrhunderte hinweg fehlten. Es wird vermutet, dass die schon in der Bronzezeit nachweisbaren Einzäunungen von Feldern den Versuch darstellten, Wildschweine aus den Feldern fernzuhalten.
Wildschweine fressen allerdings auch Insekten, die einen Teil ihrer Entwicklungszeit im Boden verbringen, und andere Kleintiere. Die starke Wühltätigkeit dabei kann auch unter der Bodenfauna erhebliche Schäden verursachen, so etwa bei Eigelegen und Überwinterungsplätzen von Eidechsen. Das Durchwühlen des Bodens durch die Wildschweine im Rahmen der Nahrungssuche führt andererseits zu einer Erhöhung der Artenvielfalt mit Verschiebung des Spektrums zu kurzlebigeren Arten und leistet so einen Beitrag zum botanischen Artenschutz. Dies wird auf eine erhöhte Dichte von keimfähigen Pflanzensamen in von Wildschweinen genutzten Böden zurückgeführt. Wegen der veränderten Eigenschaften der von den Tieren durchwühlten Böden erhöht sich außerdem die Keimfähigkeit der Pflanzen, und die Durchbrechung der Vegetationsruhe führt zu einem verstärkten Wachstum.
Für die Verbreitung von Pflanzensamen nach dem Fressen durch Endochorie ist das Wildschwein mit 76 von 123 untersuchten Pflanzenarten für die heimische Flora einer der wichtigsten Vektoren.

## Fortbewegung und Ruheverhalten

### Gangarten, Schwimmen

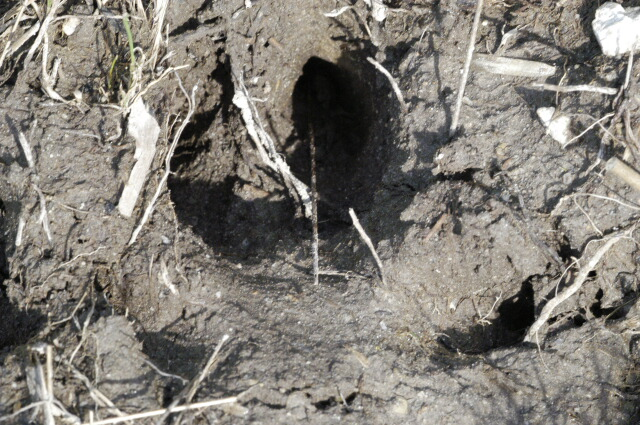
Trittsiegel eines Wildschweins – typisch ist der Abdruck der Afterklauen (am unteren Rand des Bildes)

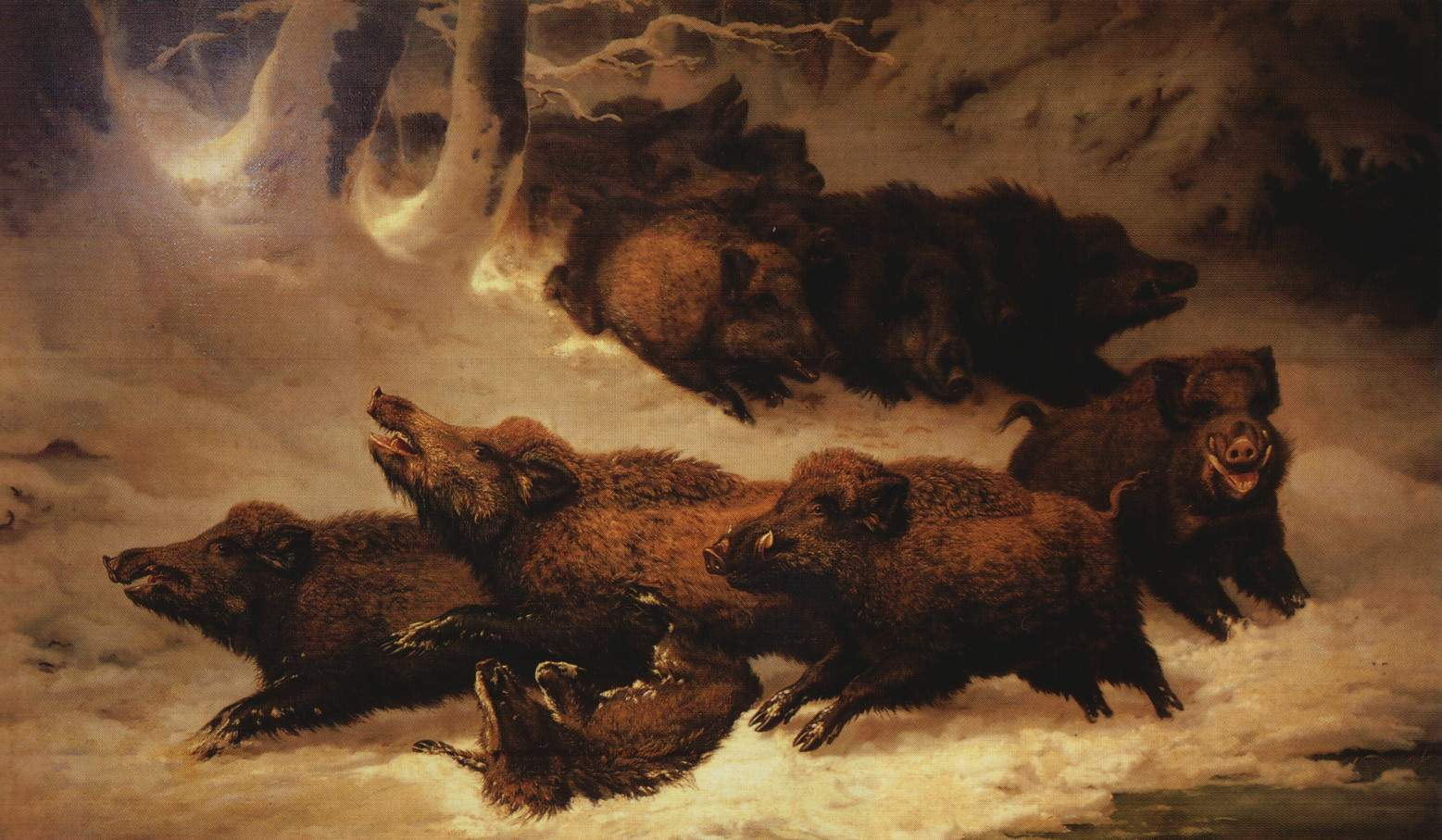
Rotte Schwarzwild im Schnee, Gemälde von Johannes Deiker, zweite Hälfte des 19. Jahrhunderts

Ruhende Wildschweine belasten in der Regel alle vier Beine gleichermaßen. Im Schritttempo ist die normale Fortbewegungsform der Kreuzgang, bei dem die jeweils diagonal gegenüber befindlichen Vorder- und Hinterläufe nahezu gleichzeitig vorwärts gesetzt werden. Vorder- und Hinterbein verlassen erst dann den Boden, wenn das jeweilige andere Bein bereits aufgesetzt hat. Die Tiere können dabei 3 bis 6 km in der Stunde zurücklegen.
Im Trab verlassen Hinter- oder Vorderbein bereits den Boden, bevor das jeweilige andere Bein aufgesetzt hat: Diese Gangart können Wildschweine über eine sehr lange Zeit halten und legen damit sechs bis zehn Kilometer pro Stunde zurück. Im Galopp flüchten Wildschweine, wenn sie aufgeschreckt werden: ausgewachsene Tiere legen mit jedem Galoppsprung bis zu zwei Meter zurück, sie erreichen dabei Geschwindigkeiten von etwa 40 km/h und können zudem rund 140–150 cm hoch springen. Allerdings halten sie diesen schnellen Lauf nicht lange aufrecht und fallen auch bei einer Flucht schnell in den Trab zurück.
Wildschweine können außerdem sehr gut schwimmen und vermögen dabei längere Strecken zurückzulegen; so durchschwimmen sie zum Beispiel nachgewiesenermaßen (Wildkameras) den Hochrhein zwischen den Landkreisen Lörrach und Waldshut, auch abwärts vom Rheinknie bei Basel. Sie bewegen dabei ihre Beine ähnlich wie beim Trab und nur Teile des Vorder- und Oberkopfes ragen aus dem Wasser.

### Ruheverhalten

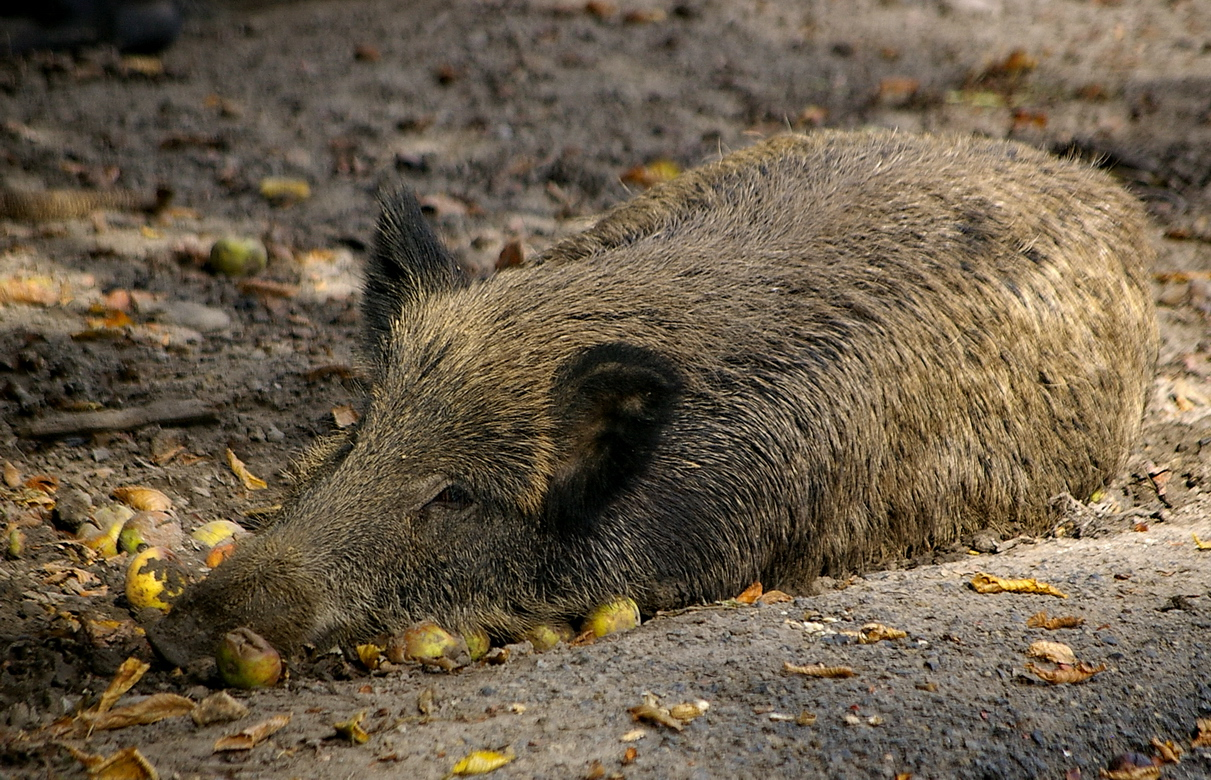
Ruhendes Wildschwein

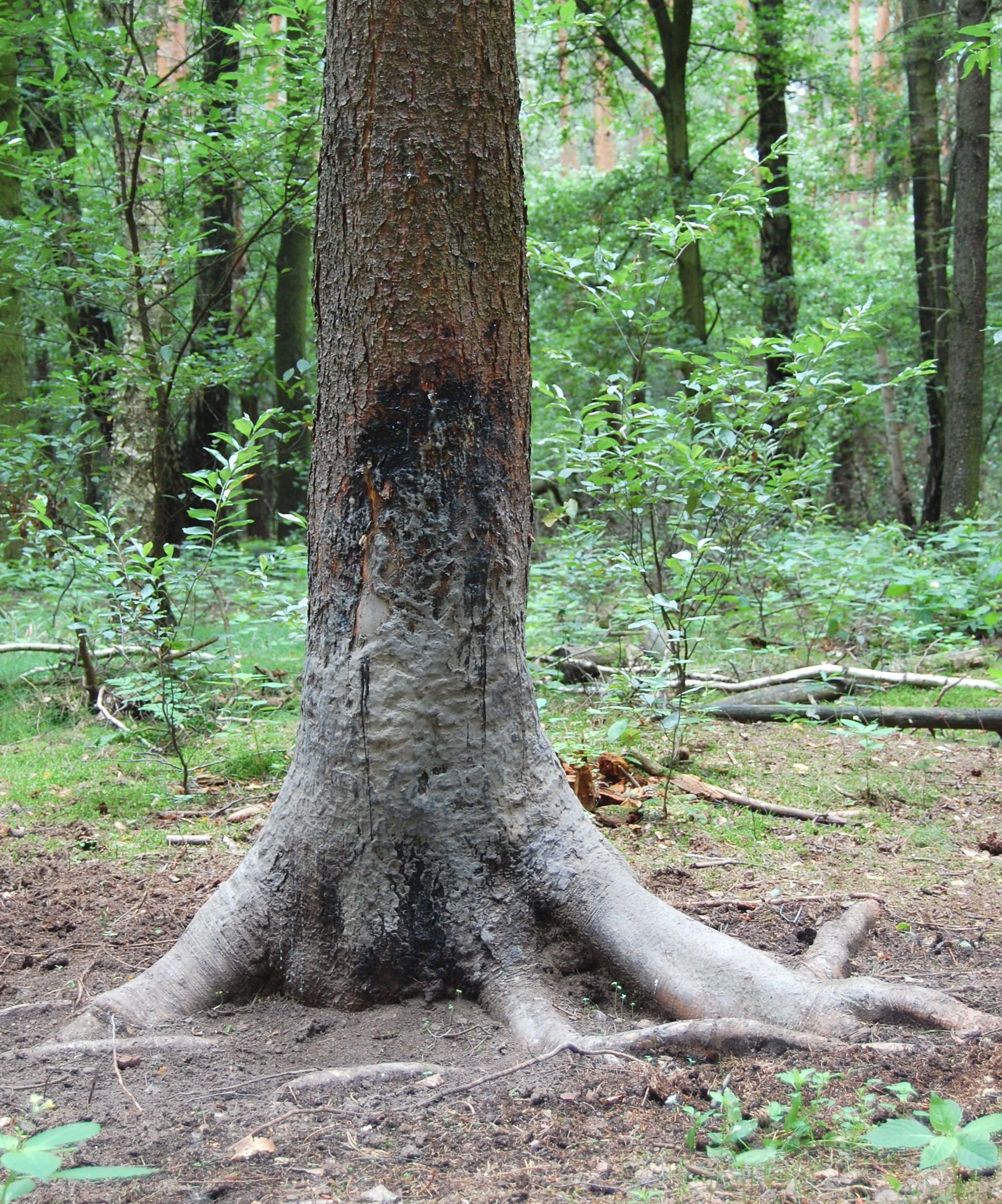
Ein sogenannter „Malbaum“ (Fichte) mit teilweise abgescheuerter Rinde und anhaftendem Schlamm

Wildschweine verbringen einen großen Teil ihres Tages ruhend. Zu welcher Tageszeit sie dies tun, ist abhängig von den jeweiligen Umweltbedingungen.
Zum Ruhen benutzen sie gerne spezielle Ruheplätze, in der Jägersprache Kessel genannt, die sie sowohl einzeln als auch gemeinsam nutzen. Dösende Wildschweine liegen meist mit gestreckten Beinen, indem sie entweder auf dem Bauch ruhen und die Vorder- und Hinterbeine nach vorne oder hinten ausstrecken. Typisch ist auch die Seitenlage, bei denen die Beine im rechten Winkel abgestreckt sind. Die Kauerlage, bei der die Beine eingeknickt werden, kommt bei Wildschweinen nur für kurze Zeit vor.
Das Suhlen in Schlammlachen gehört zum typischen Verhaltensrepertoire von Wildschweinen. Besonders im Sommer dient es der Wärmeregulation. Durch den Schlamm werden Hautparasiten eingekapselt; die trocknende Schlammschicht erschwert außerdem stechenden Insekten den Zugang zur Haut und wird am Malbaum abgescheuert, der sich in der Nähe der Suhlen befindet. Dazu lehnen sie sich an den Stamm und reiben ihren Körper daran entlang. Als Malbäume werden Bäume mit grober Rinde und/oder harzende Bäume bevorzugt, in Mitteleuropa vor allem Eichen, Kiefern und Fichten. Diese Bäume weisen bei längerer Nutzung deutliche Spuren auf. Durch den abgeriebenen Schlamm ist der Baum an den Scheuerstellen weißgrau, die Rinde ist in Teilbereichen abgetragen. Zum Scheuern ihres Unterkörpers stellen sich Wildschweine über Baumstümpfe und reiben sich daran. Keiler markieren mit ihren großen Eckzähnen an Malbäumen. Das Scheuern des Körpers an Bäumen ist notwendig, da Wildschweine aufgrund ihres kurzen und unbeweglichen Halses nicht in der Lage sind, sich mit Hilfe ihres Gebisses zu putzen und von Insekten zu befreien.

## Fortpflanzung

### Paarungszeit
Die Paarungszeit, von Jägern auch Rauschzeit genannt, ist von den jeweiligen klimatischen Bedingungen abhängig; in Mitteleuropa beginnt sie meistens im November und endet im Januar oder Februar – der Höhepunkt ist im Dezember. Der Beginn der Paarungszeit wird dabei von den weiblichen Tieren bestimmt. Zu Verpaarungen kann es auch außerhalb dieser Zeit kommen. Männliche Wildschweine sind ganzjährig begattungs- und besamungsfähig. Weibliche Jungtiere können – sofern ihnen ausreichend Nahrung zur Verfügung steht – bereits nach 8 bis 10 Monaten geschlechtsreif werden. Männliche Tiere sind in der Regel erst im zweiten Lebensjahr fortpflanzungsfähig. Ausnahmen von dieser Regel hat man bisher nur in den Vereinigten Staaten beobachtet, wo Wildschweinpopulationen stark mit Hausschweinen durchmischt sind. Weibliche Tiere können das ganze Jahr über empfängnisbereit sein.
Nach Untersuchungen in mehreren deutschen Regionen pflanzen sich 60 Prozent, regional bis zu 80 Prozent des weiblichen Nachwuchses bereits im ersten Lebensjahr fort, teilweise im Alter von 8 Monaten bei einem Gewicht von 18 Kilogramm, nach anderen Untersuchungen sogar 14,5 Kilogramm. Diese jungen Bachen tragen damit regelmäßig etwa dreißig Prozent zur Gesamtfortpflanzung der Population bei. Die hohe Fortpflanzungsrate bereits bei Jungtieren ist bei Huftieren vergleichbarer Größe ungewöhnlich und eher typisch für die Verhältnisse bei Tieren geringerer Körpermasse wie Nagetieren und Hasenartigen.

### Werbung und Paarung
Trifft ein Keiler in der Paarungszeit auf eine Bache, beriecht es diese in deren Genitalregion. Ist die Bache empfängnisbereit, stößt er sie leicht in die Bauchseite, gegen die Flanken oder an die Halsunterseite und umkreist sie. Wenn sich die Bache dem entzieht, folgt der Keiler ihr und versucht, den Körperkontakt zu wiederholen, indem er seinen Schädel auf den Rücken der Bache legt oder an ihre Flanken presst. Dieses so genannte Treiben kann sich über längere Zeit hinziehen. Wenn die Bache noch nicht paarungsbereit ist, attackiert sie gelegentlich den Keiler. Dieser versucht dann, die Bache durch Kontakt beider Nasen und Anhauchen zu beruhigen. Will die Bache trotzdem nicht kopulieren, stößt sie mitunter quiekende Abwehrlaute aus und entzieht ihre Genitalregion gegebenenfalls durch Hinsetzen oder -legen.
Zur Paarung spreizt die Bache die Hinterläufe steif-schräg nach hinten und dreht den Schwanz seitlich weg. Der Keiler reitet auf, wobei er den Kopf auf ihren Rücken legt. In dieser Stellung verharren beide Tiere gewöhnlich etwa fünf Minuten regungslos, bevor sie sich wieder trennen. Eine Bache kopuliert während der Paarungszeit etwa sechs- bis siebenmal.

### Keilerkämpfe
Treffen während der Paarungszeit Keiler aufeinander, die um eine Bache konkurrieren, kommt es in der Regel zu Hierarchiekämpfen, die stark ritualisiert ablaufen. Zum Imponiergehabe von aufeinandertreffenden Keilern gehört unter anderem ein Scharren mit den Hinterbeinen, das Verspritzen von Urin sowie das Wetzen der Kiefer. Beim Wetzen wird der Unterkiefer rasch seitlich hin und her geschoben. Die Eckzähne des Ober- und des Unterkiefers schleifen dabei aneinander. Mit zunehmender Erregung geht dies in Kaubewegungen oder Kieferschlagen über, bei denen Ober- und Unterkiefer laut auf- und zugeklappt werden. Häufig bildet sich dabei Speichelschaum am Maul der Keiler. Gleichzeitig sind die langen Borsten des Kamms aufgestellt, der Kopf ist gesenkt. Im Imponierlauf umkreisen sich die beiden Keiler, was häufig in Schulterkämpfe übergeht. Hat bis dahin keines der Tiere die Flucht ergriffen, kommt es zum echten Kampf, bei dem die Tiere ihre Unterkiefereckzähne einsetzen, um mit seitlich-aufwärts gerichteten Hieben gegen Bauch und Körperseite zu schlagen. Dabei können sich die Tiere heftig blutende Verletzungen zufügen. Zum Ende des Kampfes kommt es erst, wenn eines der Tiere flieht.

### Geburt

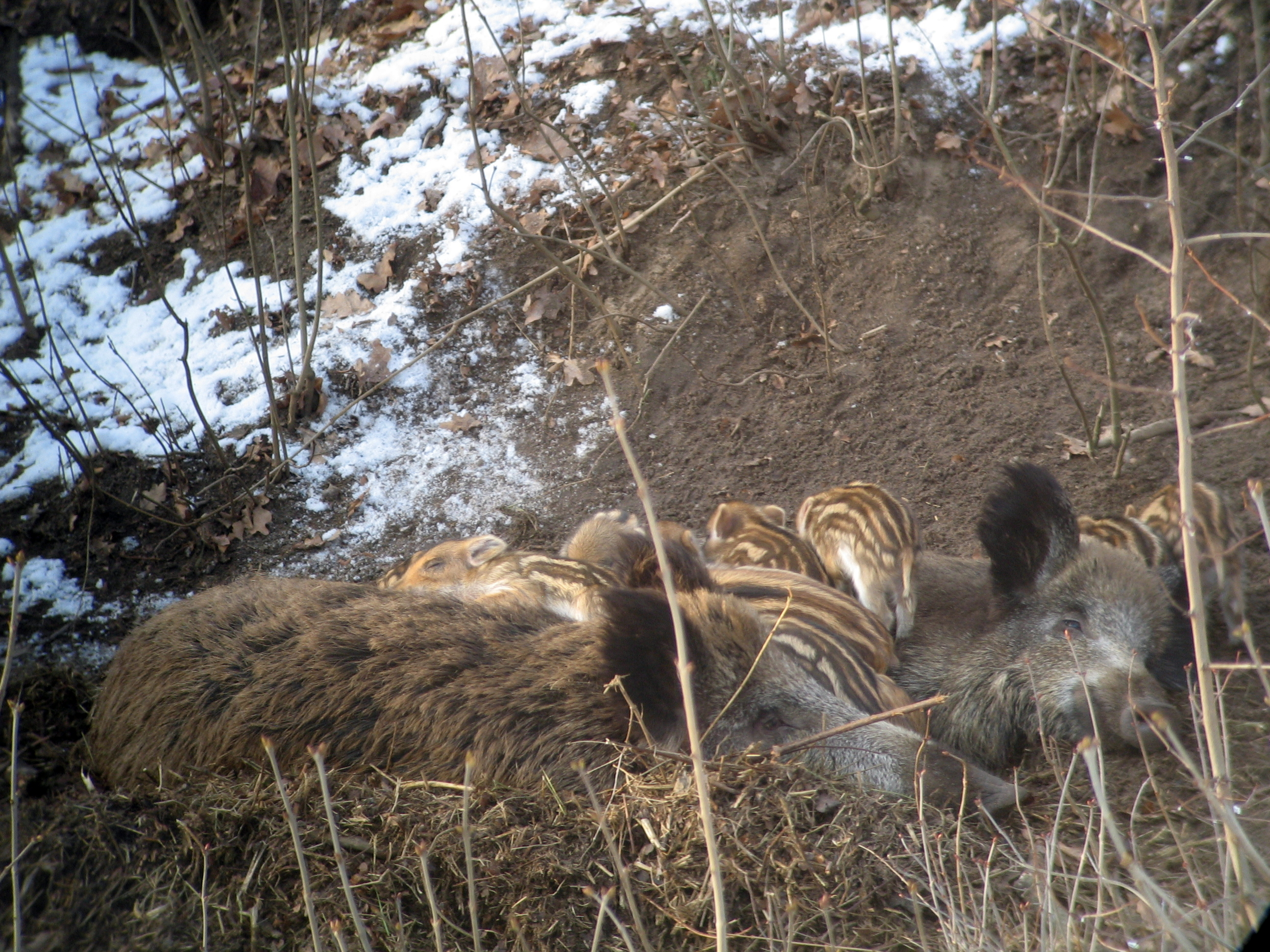
Bache mit Jungtieren

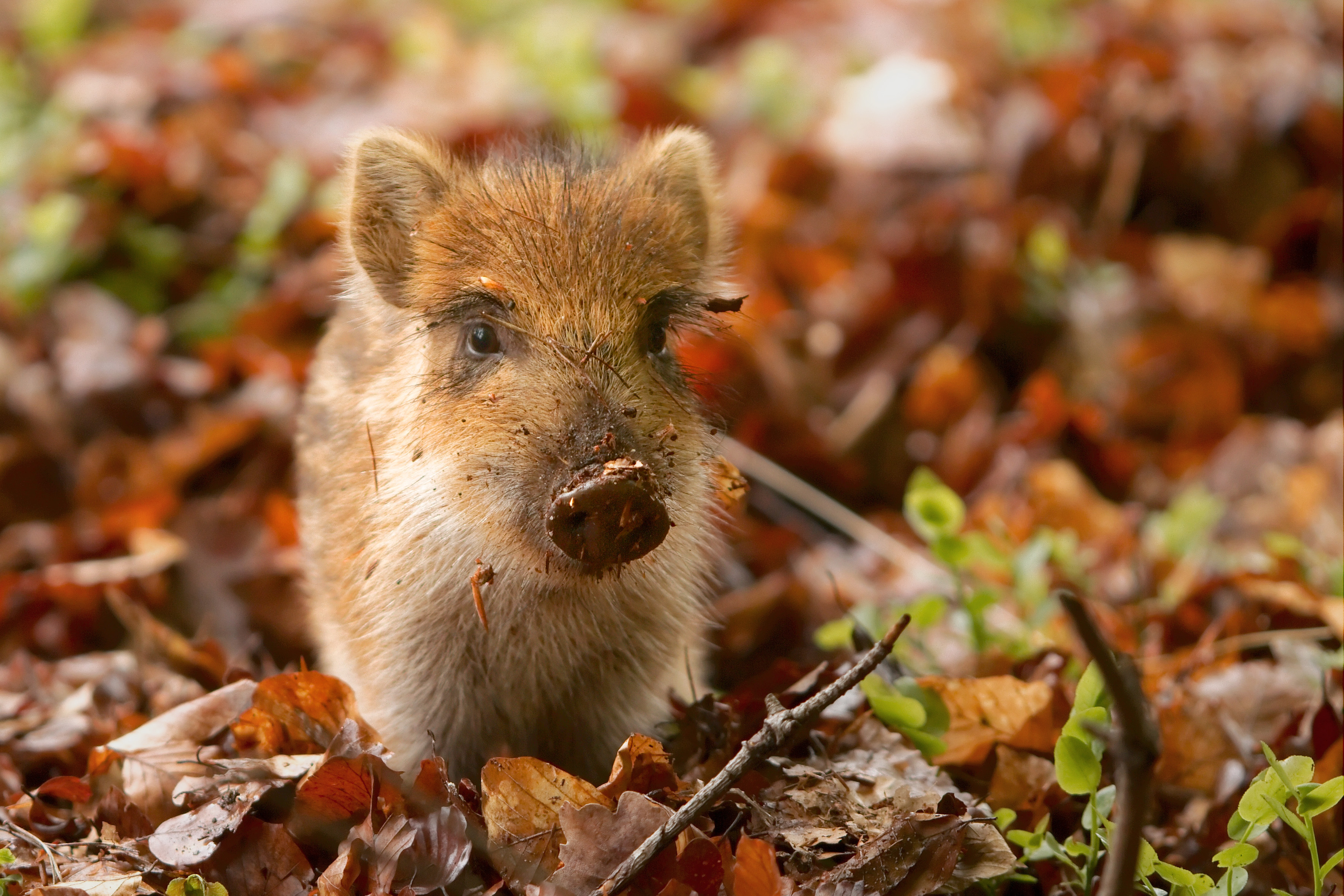
Jungtier

Die Tragezeit der Bachen beträgt etwa 114 bis 118 Tage (Eselsbrücke: „Drei Monate, drei Wochen und drei Tage“). In Mitteleuropa kommen die Jungen meist in der Zeit von März bis Mai zur Welt. Die Bache wählt vor der Geburt sorgfältig den Ort für ein Geburtsnest aus. Diese Wurfkessel sind häufig in Richtung Süden exponiert, so dass sie von der Sonne erwärmt werden. In sumpfigen Regionen sucht die Bache nach Bodenerhebungen, damit das Nest trocken ist. Sie polstert das Nest mit Gras aus und baut anschließend eine Art Dach. Im Durchschnitt bringen Bachen etwa sieben Jungtiere zur Welt. Während der Geburt liegt die Bache gewöhnlich auf der Seite.
Neugeborene Frischlinge können bereits unmittelbar nach der Geburt sehen und weisen bereits ein Borstenfell auf. Ihr Geburtsgewicht beträgt zwischen 740 und 1100 Gramm. Während der ersten Lebenstage der kälte- und nässeempfindlichen Jungtiere bleibt die Bache meist im Geburtsnest. Je nach Witterungsbedingungen verlässt sie es mit ihren Frischlingen nach ein bis drei Wochen. Bachen verteidigen ihre Jungtiere energisch. Dabei kann es auch zu Angriffen auf Menschen kommen.
Die Säugezeit der meist zahlreichen Jungtiere dauert 2,5 bis 3,5 Monate. Falls die Bache zu einer Rotte gehört, trennt sie sich vorübergehend von dieser und geht ihren eigenen Weg, bis die Jungen groß genug sind, um mit der Rotte mitzuhalten. Die Bindung zwischen Mutter und Jungen bleibt i. d. R. eineinhalb Jahre erhalten.

## Sozialverhalten

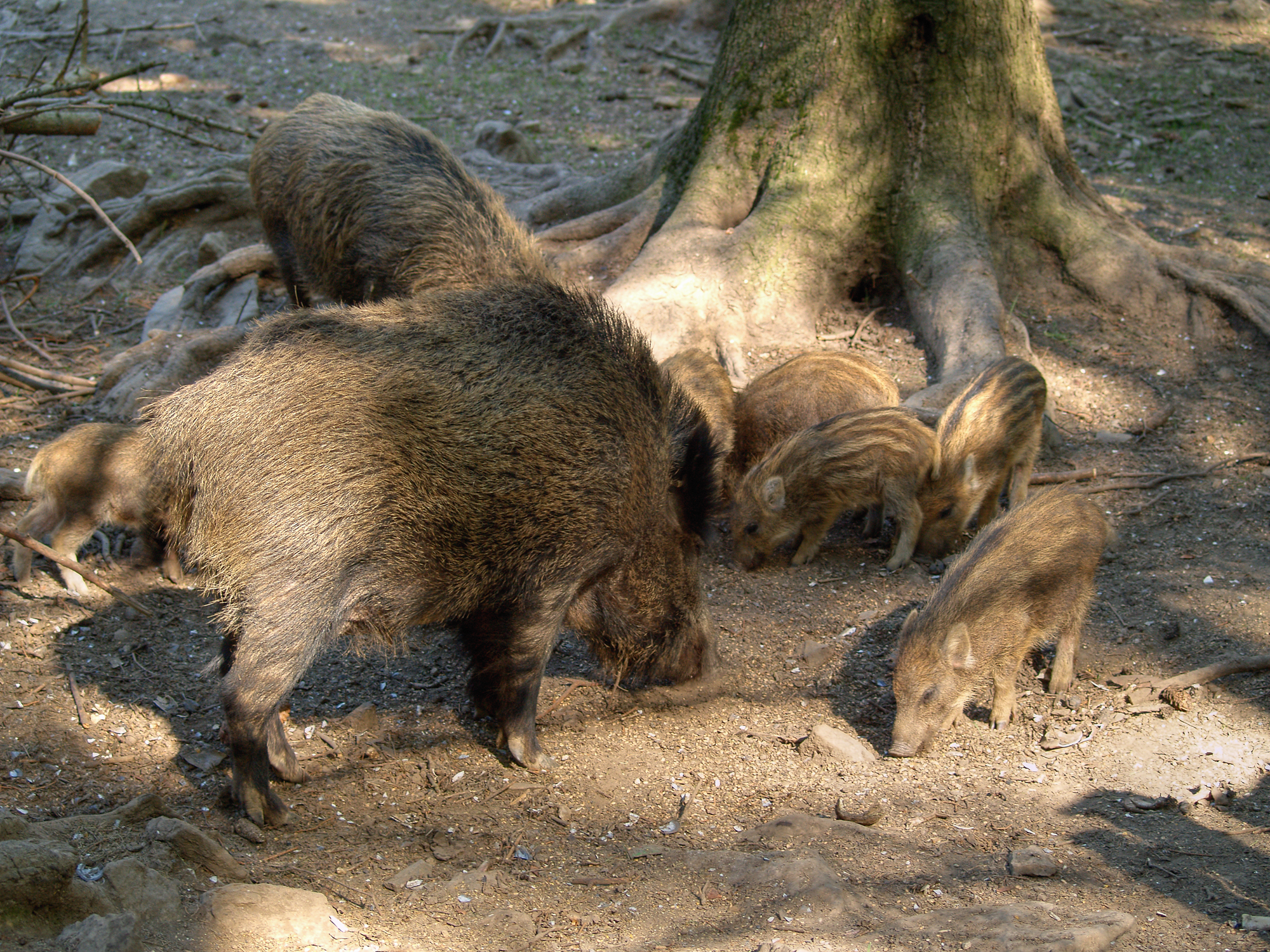
Muttertier mit Jungen und vorjährigem Weibchen

Wildschweine leben in Mutterfamilien, in haremsähnlichen Verbänden oder in Gruppen vorjähriger Tiere zusammen, sogenannten Rotten. Entgegen früherer Vorstellungen können sich auch nicht-verwandte Tiere in erheblichem Ausmaß diesen Rotten anschließen, möglicherweise vor allem bei schärferer Bejagung. Während die Mehrzahl der weiblichen Nachkommen im Sozialverband mit dem Muttertier verbleibt, verlässt ein gewisser Anteil (etwa 20 Prozent bei einer Detailuntersuchung) diesen bereits im ersten Jahr, meist gemeinsam, d. h. entweder alle Nachkommen bleiben oder alle verlassen die Mutter. Die Trennung gelingt dabei nur bei früh im Jahr geborenen Jungtieren, die zudem ein älteres Muttertier haben. Da die Jungen von mehr Tieren gewärmt und gegen Feinde verteidigt werden können, ist die Überlebensrate der Jungtiere innerhalb eines Verbandes höher. Sie profitieren vermutlich auch von dem besseren Zugang der Alttiere zu ergiebigen Nahrungsquellen. Die ursprüngliche Mutter ist in einem solchen Sippenverband das Leittier. Innerhalb dieses Sozialverbands synchronisieren die Weibchen ihre Fortpflanzung, so dass alle Tiere zur gleichen Zeit Junge bekommen, diese Koordination wirkt aber nicht über die Gruppe selbst hinaus. Da auch weibliche Tiere, die den Verband verlassen, sich in räumlicher Nähe zu etablieren versuchen, resultiert, zumindest ohne anthropogene Faktoren wie Bejagung, eine räumliche Populationsstruktur aus zahlreichen verwandten Individuen, allerdings nur bei den weiblichen Tieren.
Einzelgängerisch leben insbesondere männliche Tiere. Die häufigste Form des Zusammenlebens ist die Mutterfamilie, die aus einer Bache mit ihrem letzten Nachwuchs besteht. Gelegentlich bleibt auch der weibliche Nachwuchs des Vorjahres bei der Mutter und führt dann mitunter auch schon eigenen Nachwuchs. Fremde Wildschweine werden in der Regel nicht in eine solche Gruppe aufgenommen. Treffen verschiedene Mutterfamilien aufeinander, wahren sie voneinander Abstand. Diese Gruppen brechen auseinander, wenn das Nahrungsangebot nicht ausreichend ist, oder sie durch sonstige Störungen auseinandergesprengt werden, oder aber wenn das Leittier stirbt. Aufgrund der hohen Sterblichkeit der Jungtiere schwanken die Gruppenstärken sehr stark. Gruppen von mehr als 20 Tieren sind in Mitteleuropa Ausnahmen.
Die vorjährigen männlichen Tiere werden von der Bache aus der Gruppe vertrieben und leben dann in der Regel für mindestens ein Jahr in einem eigenen Verband. Auch hier kommt es nicht zu Zusammenschlüssen mit vorjährigen Tieren aus anderen Gruppen. Die Hierarchie zwischen den einzelnen Tieren einer solchen Gruppe ist seit der Jungtierzeit ausgekämpft.
Ab dem zweiten Lebensjahr ziehen Keiler meist als Einzelgänger durchs Revier. Während der Paarungszeit von November bis Januar schließen sie sich einzeln Mutterfamilien an. Der Kontakt zwischen dem Keiler und der Mutterfamilie bleibt jedoch lose – der Keiler ruht nicht im gemeinsamen Lager und die Leitbache führt weiterhin die Gruppe.
Gelegentlich lassen sich auch Gruppen vorjähriger Tiere beobachten, in denen männliche und weibliche Tiere als Überläuferrotte zusammenleben. Diese Rotten haben oft kein Leittier und lösen sich nach der Paarungszeit meist wieder auf. Wenn in einer Muttergruppe das Leittier tot ist, übernimmt eine andere Bache die Leitfunktion oder die Gruppe löst sich auf.
Insbesondere in der jagdlichen Presse rezipierte, ältere Hypothesen (basierend auf Verhaltensstudien von Heinz Meynhardt), dass die Leitbache die Fortpflanzungsrate der anderen Bachen und den Zuwachs der Population als Ganzes in irgendeiner Weise begrenze, haben keinerlei empirische Basis.

## Sterblichkeit

### Lebenserwartung

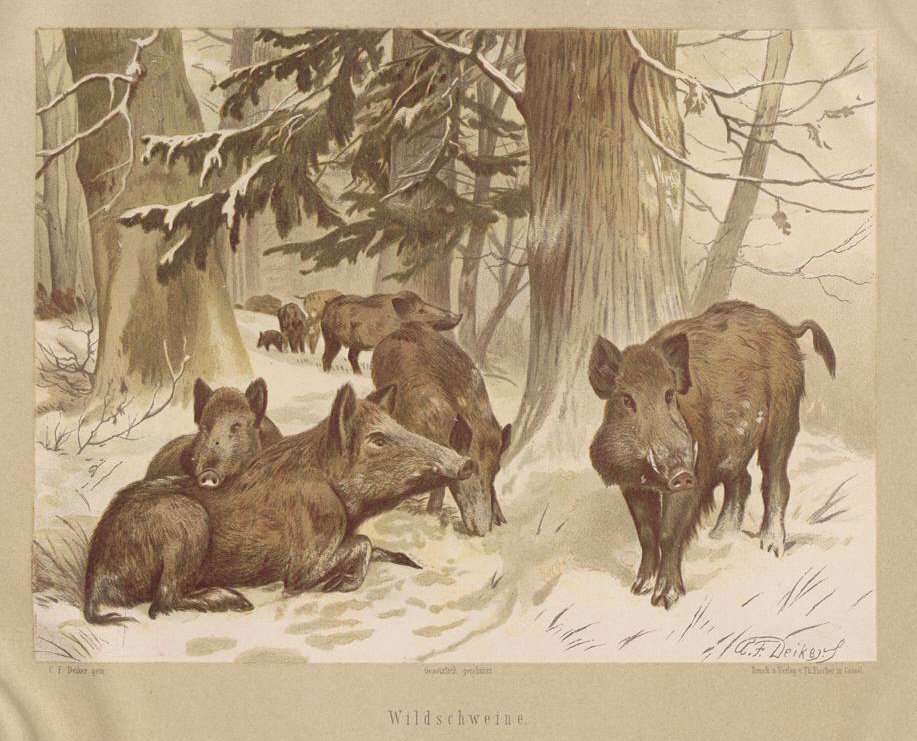
Wildschweine im Schnee (1875) Carl Friedrich Deiker

Physisch ausgewachsen sind Wildschweine im Alter von fünf bis sieben Jahren; allerdings erreichen nur wenige Individuen dieses Lebensalter.
In schwach bejagten Populationen beträgt die Lebenserwartung zwischen 3–6 Jahren, während sie in stärker bejagten Populationen auf 2–3 Jahre sinkt. Die jährliche Sterblichkeitsrate beträgt 50 %. Besonders bei Jungtieren ist dies ein niedriger Wert. Dabei ist Jagd die Haupttodesursache in Europa, Krankheiten spielen nur eine geringe Rolle. Physisch ausgereifte Wildschweine machen nur einen geringen Teil der Wildschweinpopulation aus. Nur wenige Tiere werden noch älter. In Gefangenschaft dagegen erreichen Wildschweine ein wesentlich höheres Lebensalter. Nachgewiesen sind Wildschweine, die das 21. Lebensjahr erreicht haben.

### Fressfeinde

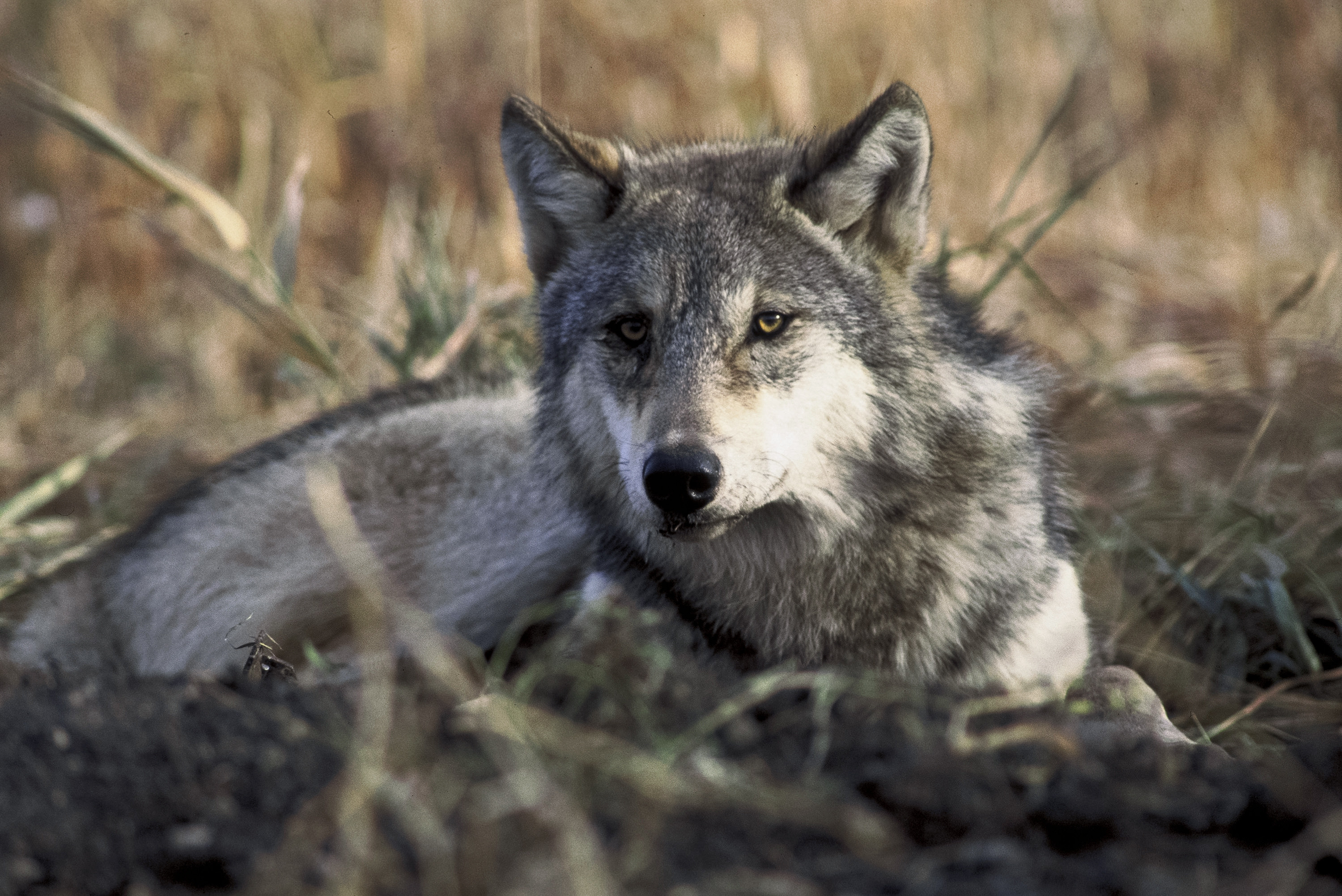
Wolf

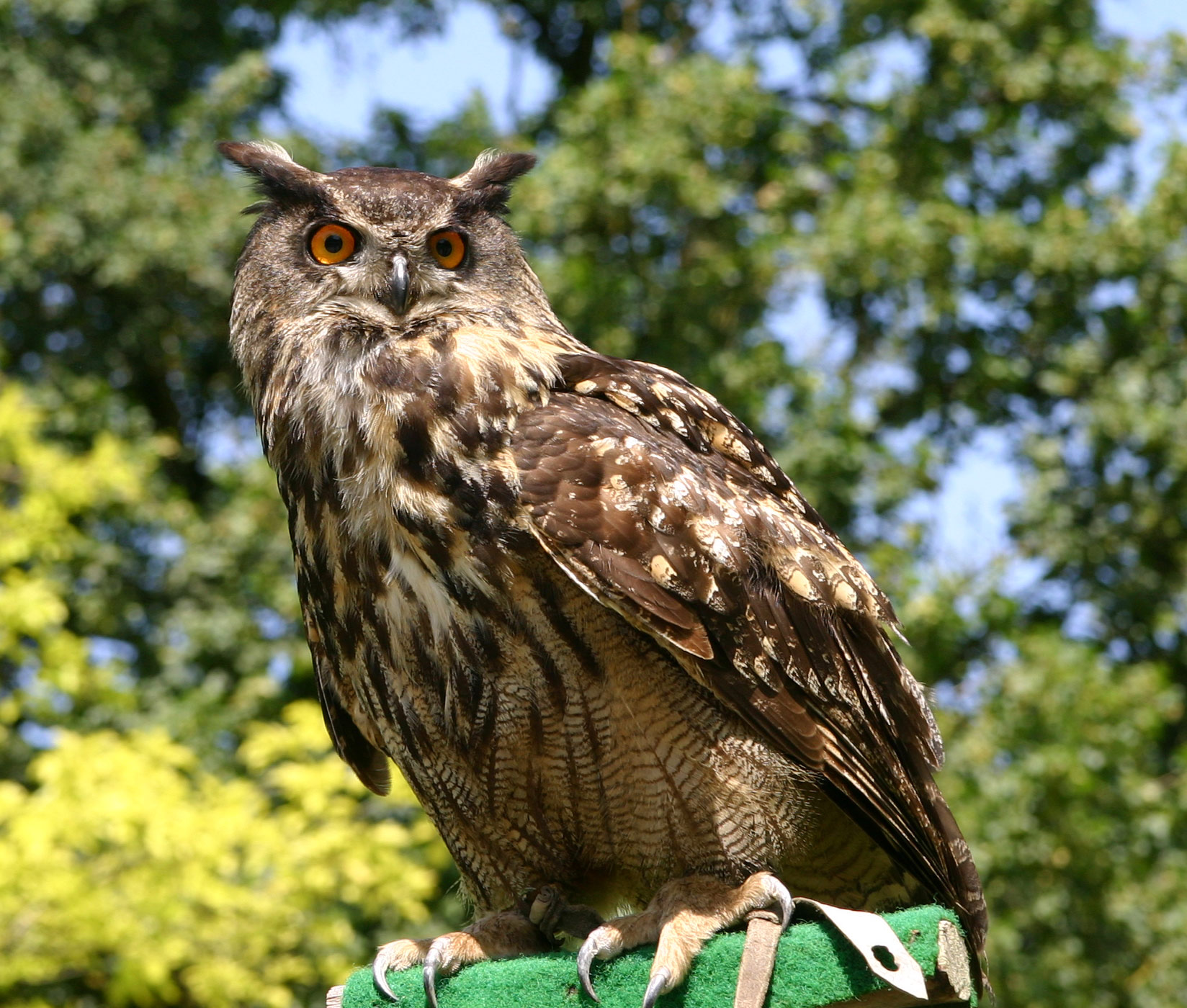
Uhus schlagen gelegentlich Jungtiere.

Zu den natürlichen Feinden des Wildschweins zählen Tiger, Wolf und Braunbär. Sowohl Luchs, Fuchs, Wildkatze als auch der Uhu schlagen außerdem gelegentlich Jungtiere.
Für Wölfe stellen Wildschweine eine Hauptbeute dar, wobei der Anteil je nach Lebensraum schwankt. Bei einer zu Beginn der 1980er Jahre im nordeuropäischen Russland durchgeführten Untersuchung enthielten 47 % der Wolfsexkremente Wildschweinreste. In anderen Regionen Russlands kamen ähnliche Untersuchungen zu dem Ergebnis, dass Wildschweine im Frühjahr und Sommer bis zu 80 % und im Herbst 40 % der Beute ausmachen. Bei der Jagd hetzen Wölfe die Wildschweingruppe über eine längere Strecke und versuchen dabei, ein Tier von der Gruppe abzutrennen. Vor allem Jungtiere und vorjährige Tiere fallen ihnen zum Opfer. Ausgewachsene Wildschweine können sich – in die Enge getrieben – gegen Wölfe durchaus verteidigen.
Nach Untersuchungen in Osteuropa jagen Braunbären dann Wildschweine, wenn ihnen andere Nahrungsreserven nicht zur Verfügung stehen oder wenn sie aufgrund unzureichender Fettreserven nicht in den Winterschlaf verfallen. Sie beschleichen dann die nachts im Nest ruhenden Wildschweine oder überfallen sie in ihrer Suhle. Im Winter verfolgen sie aber auch kranke und geschwächte Tiere über weite Strecken.
Luchs, Fuchs, Wildkatze und Uhu haben im Vergleich zu Wolf, Sibirischem Tiger und Braunbär nur eine untergeordnete Rolle als Beutegreifer. Sie jagen vor allem frisch geborene oder geschwächte Jungtiere. Vom Fuchs wird berichtet, dass er Bachen mit Jungtieren gelegentlich nachfolgt, um eventuell zurückbleibende Jungtiere zu erjagen.

### Krankheiten
Wildschweine gelten als ständiges Erregerreservoir und als Hauptüberträger der Klassischen Schweinepest auf Hausschweinbestände. 2002 wurden noch 451 Fälle bei Wildschweinen in Deutschland gemeldet, was auch zu einem erhöhten Jagddruck führte. In den letzten Jahren ist die Befallssituation jedoch zurückgegangen. Seit 2014 sind Fälle der Afrikanischen Schweinepest im Osten der Europäischen Union bekannt. Anfang 2019 wurde mit dem Bau eines Wildschweinzauns an der deutsch-dänischen Grenze begonnen. Nach Angaben der zuständigen dänischen Naturbehörde soll so einer Übertragung der Afrikanischen Schweinepest vorgebeugt werden.
Wildschweine sind Wirte für Trichinen. Aus diesem Grund muss Wildschweinfleisch vor der Verwertung einer Trichinenuntersuchung unterzogen werden. Positive Befunde sind sehr selten; die Untersuchung ist jedoch notwendig, da eine Erkrankung für den Menschen im Extremfall tödlich enden kann.
15 % der in Deutschland erlegten Wildschweine sind Träger des Hepatitis-E-Virus. Inwieweit eine Übertragung auf den Menschen erfolgt, ist noch ungeklärt. Wildschweine auf der Iberischen Halbinsel wurden als Träger des Tuberkulosebakteriums identifiziert. In einem im Jahr 2012 durchgeführten Versuch übertrugen Wildschweine – ohne direkten Kontakt – Ebolaviren an Primaten, ohne dabei selbst tödlich zu erkranken.
Sehr häufige Parasiten sind Lungenwürmer der Gattung Metastrongylus und Kokzidien wie Isospora suis und Eimeria. Weitere häufigere Endoparasiten sind Strongyloides suis, Schweinepeitschenwurm, Hyostrongylus rubidus, Oesophagostomum-Arten. Seltener treten Globocephalus-Arten, Haarwürmer, Schweinespulwurm, Giardia intestinalis und Balantidium coli auf.

### Sterblichkeit durch Jagd
Bei den Wildschweinen Mitteleuropas ist die Jagd der entscheidende Mortalitätsfaktor. Aufgrund der günstigen Umweltbedingungen ist allerdings derzeit die natürliche Wachstumsrate der Populationen so hoch, dass trotz der Bejagung jahrzehntelang ein rasanter Populationsanstieg zu beobachten war. Bei einer natürlichen Jugendmortalität von etwa 20 Prozent müssten nach Modellberechnungen mindestens etwa 65 Prozent der jährlichen Sommerpopulation geschossen werden, damit diese absinkt. Die Mortalität von Wildschweinen, insbesondere ihrer Jungen, durch Prädatoren wie den Wolf erreichte auch in Regionen mit stabilen Wolfspopulationen nie mehr als 6 Prozent. Natürliche Sterblichkeit, etwa durch harte, frostreiche Winter, Dürren und andere Perioden mit Nahrungsmangel wurde in Langzeituntersuchungen auf etwa 15 Prozent geschätzt. In den Populationen erreichte nur ein geringer Teil 10 Lebensjahre (hier: 22 von 1783, 3 das maximale Alter von 13 Jahren). Wie in solchen Fällen oft zu beobachten, führt hoher Jagddruck zu einer beschleunigten Reproduktion und einem früheren Beginn der Reproduktionsphase.

### Gefährdung
Aus globaler Sicht wird das Wildschwein von der Weltnaturschutzunion IUCN in der Roten Liste gefährdeter Arten als Least Concern (nicht gefährdet) geführt. Lokale Bedrohungen gehen zurück.

## Systematik

### Entwicklungsgeschichte

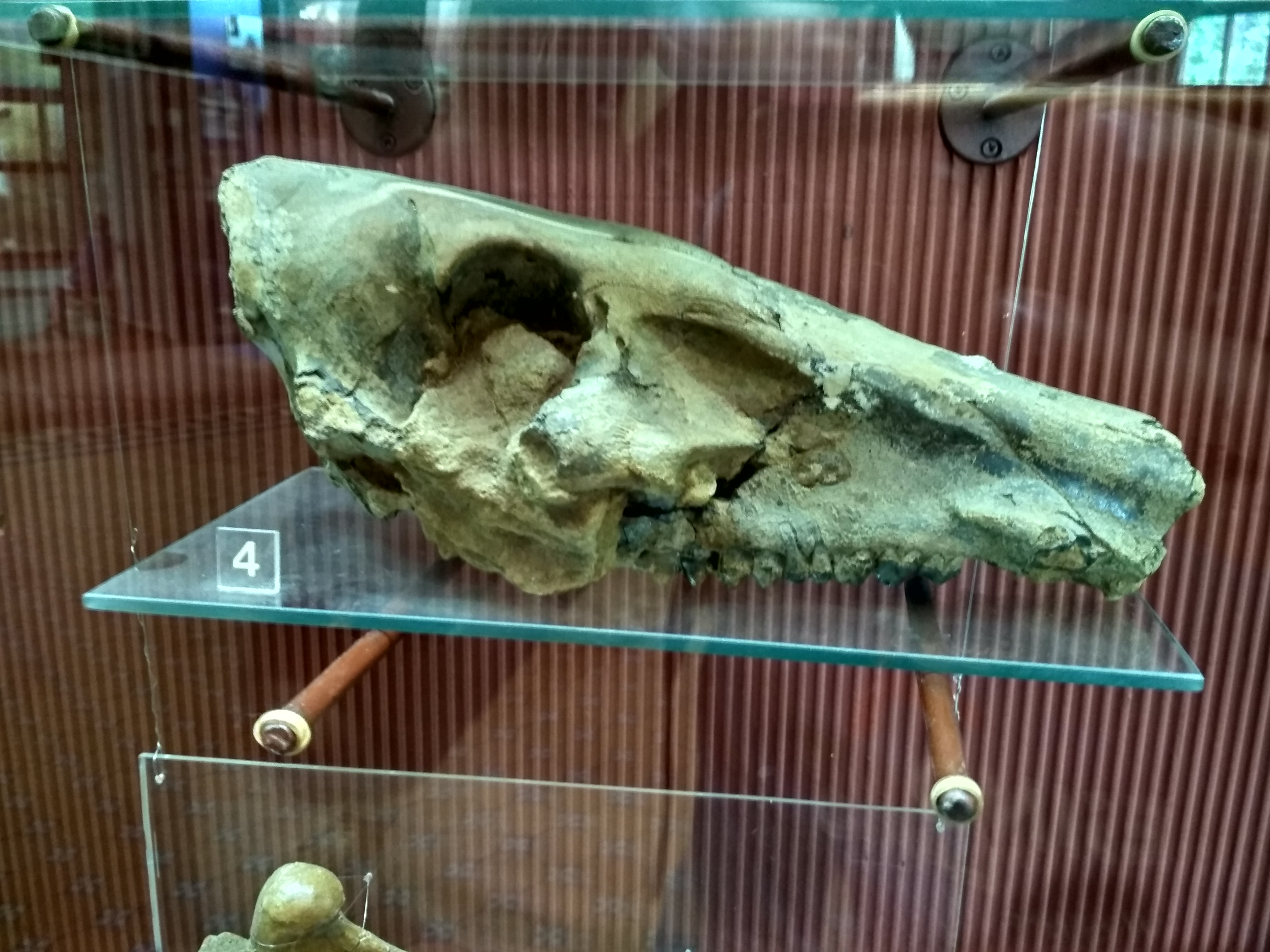
Schädel von Propotamochoerus provincialis

Die Gattung Sus entstand vermutlich bereits im Mittleren Miozän im heutigen Asien, als phylogenetischer Vorläufer kommt Propotamochoerus in Betracht. Im Verlauf des Miozäns erreichte sie weite Teile Eurasiens und wurde im heutigen Europa im Pliozän zum dominanten Vertreter der Schweine. Sus diversifizierte sich in zahlreiche Arten. Im pliozänen Europa traten neben dem kleinen Sus arvernensis auch das deutlich größere Sus strozzi auf. Das heutige Wildschwein ist erstmals im Verlauf des Altpleistozäns fassbar. Die ältesten Funde wurden in Untermaßfeld bei Meiningen in Thüringen entdeckt. Überliefert sind neben fragmentierten Schädeln und Unterkiefern auch isolierte Zähne. Die Fundstelle entstand während eines Hochwasserereignisses der ursprünglichen Werra vor rund 1,07 Millionen Jahren, chronostratigraphisch wird sie dem Epi-Villafranchium zugerechnet. Nur wenig jünger sind Reste aus Silvia in Italien, die auf etwa 900.000 bis 850.000 Jahre datieren. Ebenso enthält die recht umfangreiche stratigraphische Sequenz der Gran Dolina von Atapuerca in Spanien vereinzelt Funde des Wildschweins. Es handelt sich hierbei zumeist um Einzelzähne, gefunden unter anderen in den Abschnitten TD6 und TD8, die zwischen 960.000 und 820.000 Jahre alt sind. Die frühen Formen des Wildschweins werden häufig einer eigenen Unterart, Sus scrofa priscus, zugewiesen, die sich durch eine sehr große Körpergröße und weniger komplexe Backenzähne auszeichnet.
Im nachfolgenden Mittelpleistozän bleibt das Wildschwein ein regelmäßiger, wenn auch nicht sehr häufiger Bestandteil lokaler Faunengemeinschaften. Erwähnenswert sind die Fossilreste aus den Mosbacher Sanden in Hessen und von Voigtstedt in Thüringen. Auch die bedeutende frühmenschliche Fundstelle Bilzingsleben erbrachte Gebissfragmente und Einzelzähne sowie Elemente des Bewegungsapparates von Sus scrofa. Das Wildschwein ist vor allem in den Warmzeiten in den Bereichen nördlich der Alpen präsent. Als typische Fundstellen der spätmittelpleistozänen Warmzeiten können unter anderem Ehringsdorf bei Weimar oder Neumark-Nord im Geiseltal bei Halle (Saale) genannt werden. In den Kaltzeiten zieht sich die Art hingegen in das südliche Europa zurück. Im Wechsel zwischen den Warm- und Kaltzeiten in Europa kommt es zu einem oszillierenden Effekt in der Körpergrößenausbildung, der größere Individuen während der wärmeren und kleinere während der kälteren Klimaphasen einschließt. Dies konnte unter anderem an mehreren Fundstellen in Apulien beobachtet werden, wobei der Trend bis in das Holozän anhält.
Das nordafrikanische Verbreitungsgebiet erreichte das Wildschwein vermutlich schon im Mittelpleistozän, bestätigt durch Funde aus Tighennif. Die Bereiche südlich der heutigen Sahara konnte die Art jedoch nicht besiedeln. Dort waren andere Vertreter der Schweine präsent, die eine markante Radiation durchliefen und zur Herausbildung der rezenten Formen wie das Buschschwein oder das Warzenschwein beitrugen.
Im Jahr 2021 wurden Fossilien aus Zypern beschrieben, die belegen, dass Wildschweine zu Beginn des Holozäns auf dieser Insel vorkamen.

### Unterarten

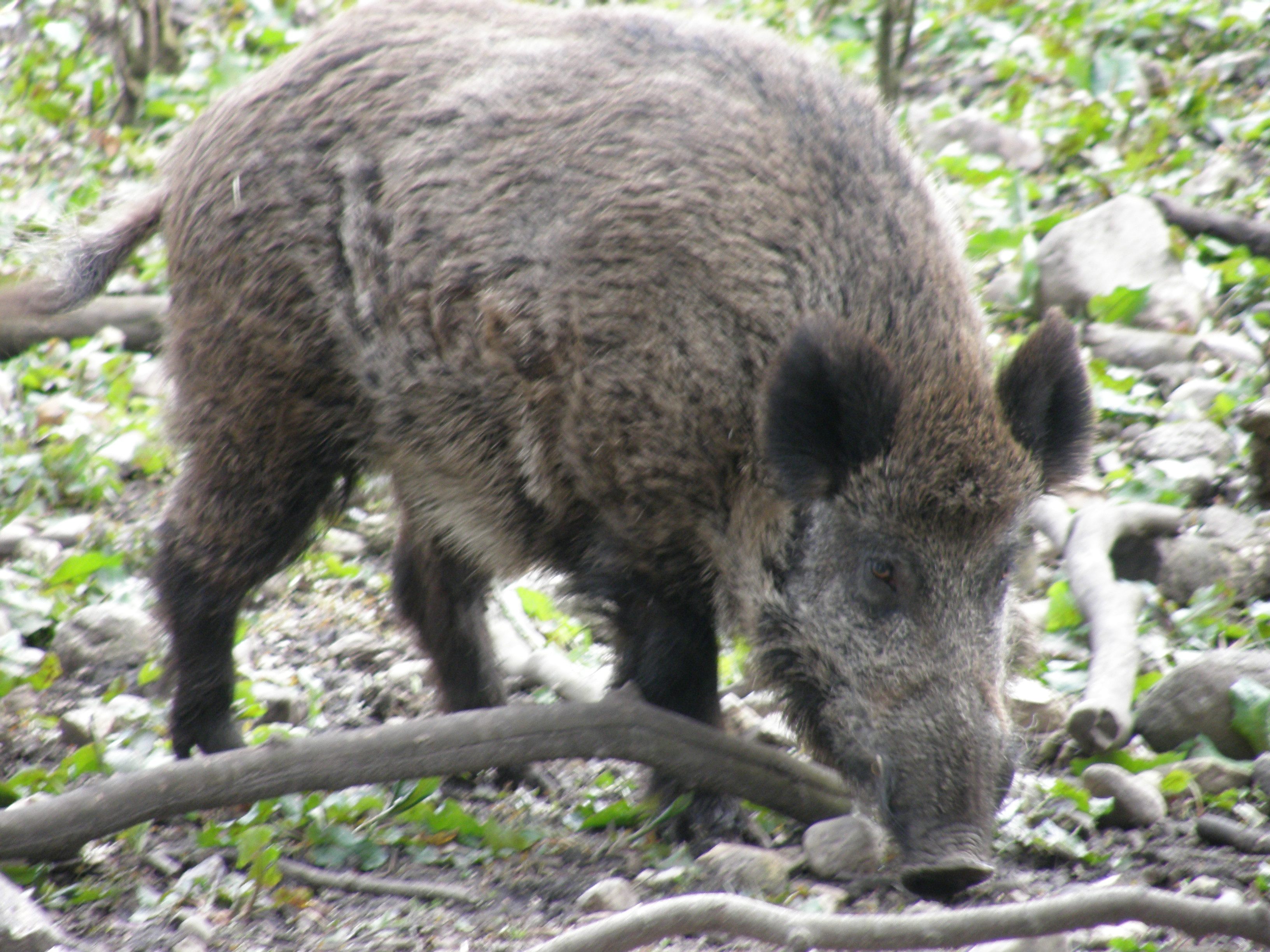
Europäisches Wildschwein (Sus scrofa scrofa)

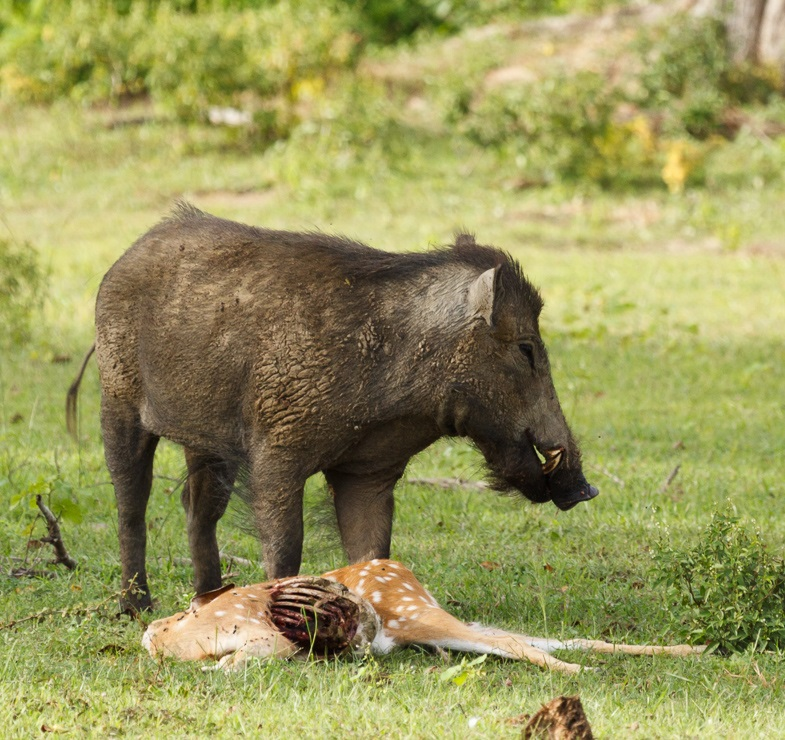
Indisches Wildschwein (Sus scrofa cristatus) im Yala-Nationalpark, Sri Lanka

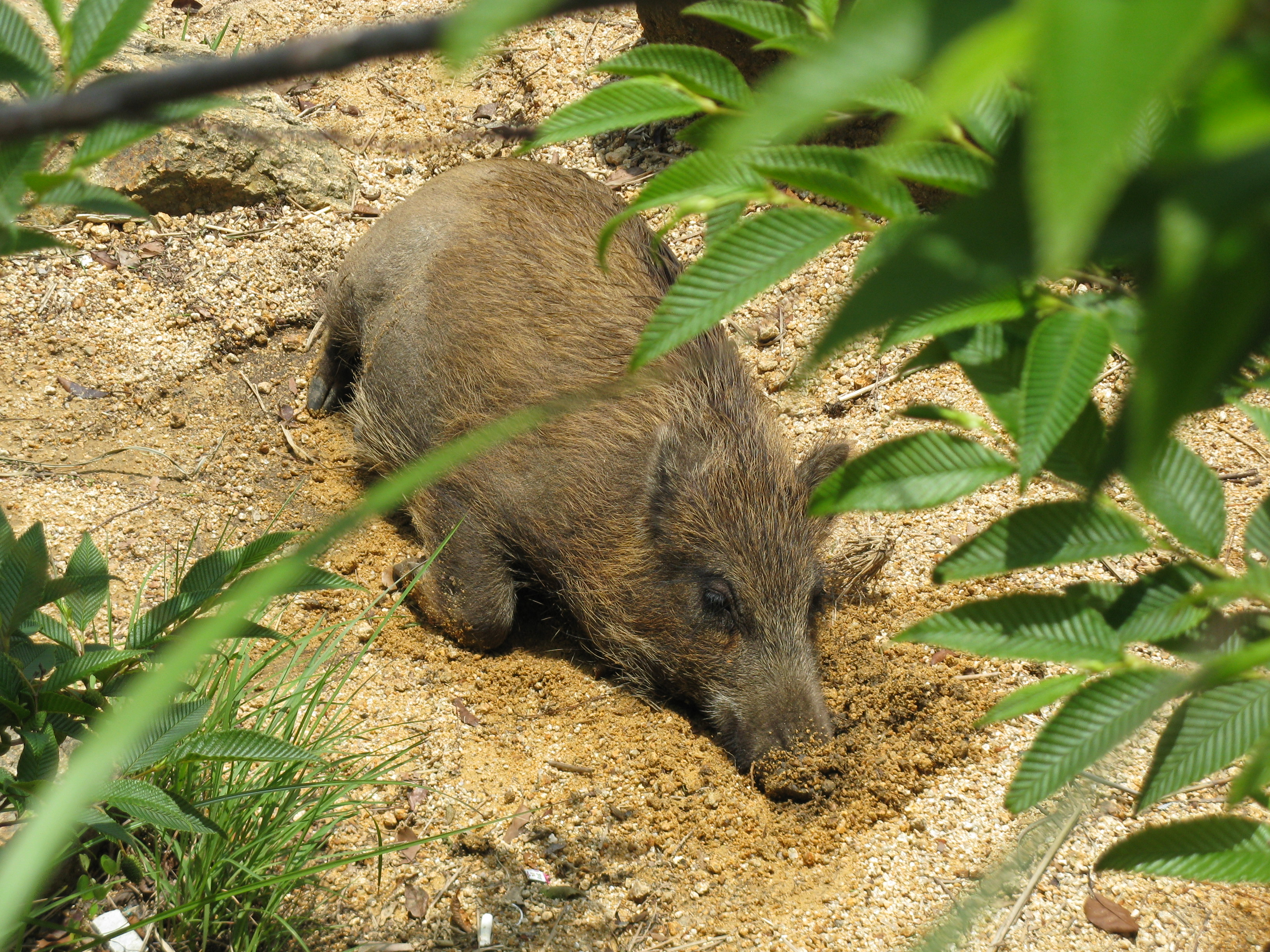
Japanisches Wildschwein (Sus scrofa leucomystax)

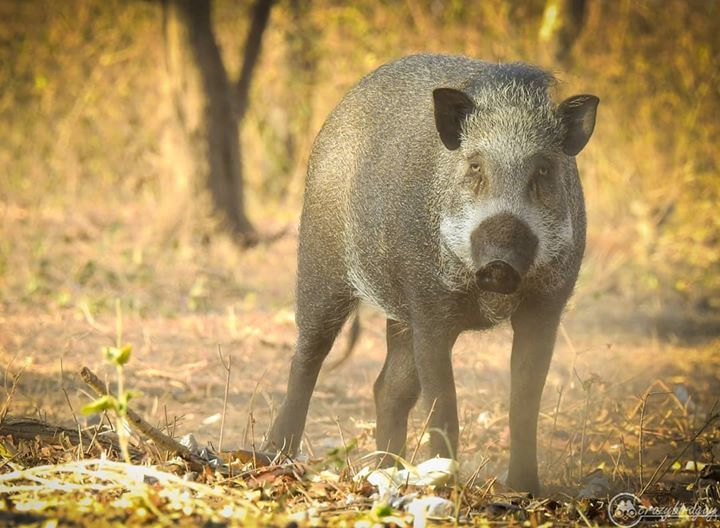
Indonesisches Wildschwein (Sus scrofa vittatus)

Neben der Nominatform wurden eine Reihe von Unterarten beschrieben. Diese werden anhand der Basilarlänge des Schädels und der Größenverhältnisse des Tränenbeins differenziert. Die Länge des Tränenbeins nimmt von Westen nach Osten ab und seine Höhe nimmt zu. Der gesamte Schädel wird dabei kürzer und höher. Die nördlicheren und nordwestlicheren Arten haben außerdem eine zunehmend dichtere und längere Behaarung. Auf Inseln lebende Wildschweine sind generell kleiner.
Folgende Unterarten werden unterschieden:
- Sus scrofa scrofa – die Nominatform, die in West- und Mitteleuropa bis zu den Pyrenäen und Alpen sowie bis zum Nordwesten der Slowakei verbreitet ist. Die Unterart ist mittelgroß, dunkel mit rostbraunem Fell.
- Sus scrofa affinis – Südindien und Sri Lanka.
- Sus scrofa algirus – Tunesien, Algerien, Marokko.
- Sus scrofa attila – ist die im Kaukasus, in Südosteuropa, Kleinasien, Nordpersien und entlang der Nordküste des Kaspischen Meeres beheimatete Unterart, die größer und schwerer als die mitteleuropäische Unterart wird. Das Fell ist dagegen etwas heller.
- Sus scrofa baeticus – Süden der Iberischen Halbinsel.
- Sus scrofa coreanus – Korea.
- Sus scrofa cristatus – das Indische Wildschwein ist die in Indien und Indochina lebende Unterart, die einen verkürzten Gesichtsschädel hat.
- Sus scrofa davidi – östlicher Iran bis westliches Indien.
- Sus scrofa leucomystax – ist das in Japan lebende Wildschwein.
- Sus scrofa lybicus – Balkan.
- Sus scrofa majori – die auf der Italienischen Halbinsel verbreitete Unterart. Sie ist verhältnismäßig klein und dunkel. Im Norden Italiens ist sie mittlerweile von der Unterart scrofa verdrängt.
- Sus scrofa meridionalis – die auf Korsika und Sardinien beheimatete Unterart. Unterscheidet sich vor allem durch kleinere Körpergröße. Einige Systematiker schließen die Tiere aus Andalusien (baeticus) mit ein.
- Sus scrofa moupinensis – aus Zentral-China und Vietnam.
- Sus scrofa nigripes – ist die mittelasiatische Unterart, die in Kasachstan, Südsibirien, dem östlichen Tianshan, der Westmongolei und möglicherweise in Afghanistan und dem Südiran verbreitet ist. Die Unterart ist im Durchschnitt recht groß, zeigt aber diesbezüglich eine große Variationsbreite. Die helle Fellfarbe kontrastiert mit den schwarzen Beinen.
- Sus scrofa riukiuanus – das als gefährdet eingestufte Wildschwein der Ryukyu-Inseln im Südwesten Japans
- Sus scrofa sibiricus – die im Baikalgebiet sowie der nördlichen Mongolei lebende Unterart. Sie gilt als eine verhältnismäßig kleine Unterart. Die Fellfärbung ist dunkelbraun, beinahe schwarz.
- Sus scrofa taivanus – aus Taiwan
- Sus scrofa ussuricus – das so genannte „Ussurische Wildschwein“, das zu den größten Unterarten zählt. Die Grundfärbung ist variabel, meist aber dunkel, vom Maul zum Ohr zieht sich ein weißes Band. Bewohnt das Amur- und Ussurigebiet.
- Sus scrofa vittatus – urtümliche Unterart, bewohnt den Bogen von der Halbinsel Malakka über die Sunda-Inseln bis Komodo.

### Genetik
Europäische Wildschweine haben meist 2n = 36 Chromosomen. Hausschweine besitzen dagegen 2n = 38 Chromosomen. Das japanische Wildschwein Sus scrofa leucomystax und Populationen im ehemaligen Jugoslawien haben dieselbe Chromosomenzahl wie das Hausschwein. In niederländischen Wildschweinpopulationen sind Tiere mit 2n = 37 Chromosomen relativ häufig und solche mit 2n = 38 ausgesprochen selten. Die Arme eines submetazentrischen (zwischen Mitte und Ende) Chromosoms der Wildschweine entsprechen dabei zwei telozentrischen Chromosomen (Chromosomen mit einem endständig lokalisiertem Centromer) der Hausschweine. Im Laufe der Domestizierung des Wildschweins kam es vermutlich durch Fission zur Erhöhung der Chromosomenzahl. Allerdings besteht auch die Möglichkeit, dass die ursprüngliche Chromosomenzahl der Wildschweine bei 2n = 38 lag und durch zentrische Fusion von zwei Paaren telozentrischer Chromosomen sich ein Paar submetazentrischer Chromosomen bildete. Die japanischen und jugoslawischen Unterarten würden dann den ursprünglichen Zustand abbilden.
Kreuzungen zwischen Wild- und Hausschweinen ergeben fruchtbare Nachkommen, auch wenn die Chromosomenzahl der Elterntiere unterschiedlich sind.

## Mensch und Wildschwein

### Wildschwein und Hausschwein

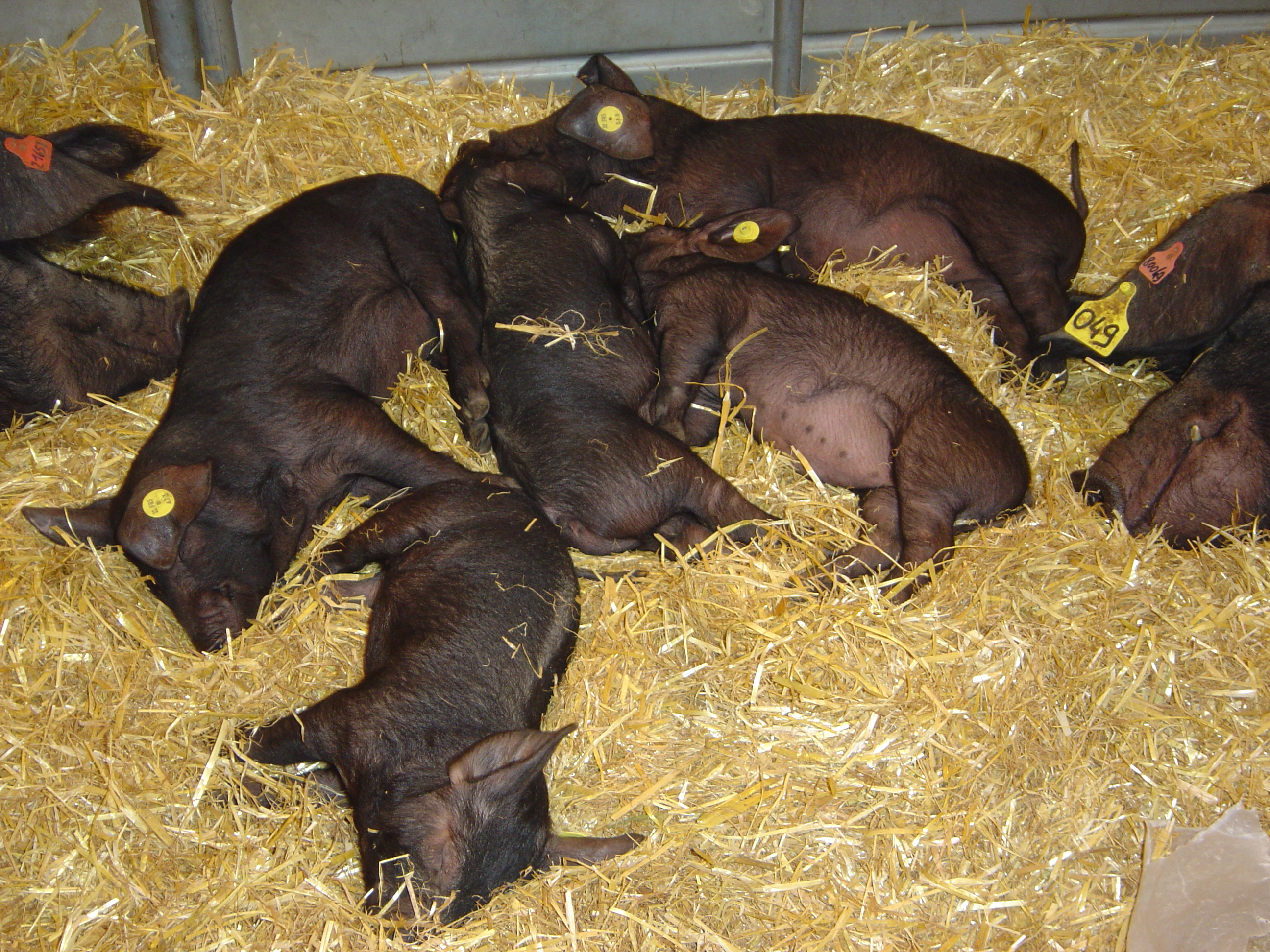
Archäologische Befunde lassen auf eine Domestizierung des Wildschweins in der ersten Hälfte des 8. Jahrtausends v. Chr. schließen – hier sind Jungtiere einer dunkelhäutigen Hausschweinrasse zu sehen.

In dem großen Verbreitungsgebiet des Wildschweins ist es mehrfach unabhängig voneinander zur Domestikation gekommen. Die Domestikation des Wildschweins ist ähnlich wie bei Schafen und Ziegen mit einer Abnahme der Größe einhergegangen. Archäologische Funde von Schweineknochen, die deutlich unterhalb der Variationsbreite von Wildschweinknochen liegen, werden deshalb als Beleg für eine Wildschweindomestikation betrachtet. Die ältesten gesicherten Belege für eine Domestikation hat man im Südosten der Türkei gefunden. In frühneolithischen Siedlungen aus der ersten Hälfte des 8. Jahrtausends v. Chr. haben Ausgrabungen Schweineknochen an den Tag gebracht, die sich in ihren Größenverhältnissen deutlich vom Wildschwein unterscheiden. Im Irak und für Europa datieren sichere Belege auf 7000 v. Chr. Unabhängig davon fand die Domestikation des Wildschweins in China statt, wo die ältesten Knochenfunde auf eine Haustierhaltung des Wildschweins im 6. Jahrtausend v. Chr. hinweisen. In Thailand lassen archäologische Befunde die Domestikation auf das 4. Jahrtausend v. Chr. datieren.
Die Domestikation hat in Mitteleuropa zu Schweinen geführt, die im Mittelalter häufig nur eine Widerrist-Höhe von 75 cm hatten. In ihrem Erscheinungsbild – dichte Körperbehaarung, langgestreckter Kopf, Stehmähne – glichen sie jedoch noch sehr dem Wildschwein:

„Bis zum 18. Jahrhundert wich das Leben der europäischen Hausschweine nicht grundlegend von dem der Wildschweine ab. Durch die Haltungsbedingungen waren sie nicht gegen klimatische Unbilden abgeschirmt. Ihr Futter mussten sie überwiegend in den Wäldern selbst suchen, und sie bekamen nur Abfälle zugefüttert. Zudem dürfte gelegentlich ein männliches Wildschwein in ihr Gehege eingedrungen sein, um eine Sau zu decken. Die Folge war, dass sich Hausschweine bis zu dieser Zeit im Typ kaum von Wildschweinen unterschieden. Es waren langbeinige schlanke Tiere mit langem gestrecktem Kopf und einem deutlichen Borstenkamm auf dem Rücken. Noch um 1800 betrug das Schlachtalter von Schweinen in Deutschland 1½ Jahre; ihr Gewicht lag damals bei 50 kg.“

Die heutigen Hausschweine, wie etwa das Schwäbisch-Hällische Landschwein oder das Deutsche Edelschwein, sind verhältnismäßig moderne Züchtungen. Sie entstanden, nachdem die Praxis der Eichelmast zunehmend eingestellt wurde. Die erste moderne Schweinerasse entstand um 1770 in England.

### Das Wildschwein als Jagdwild

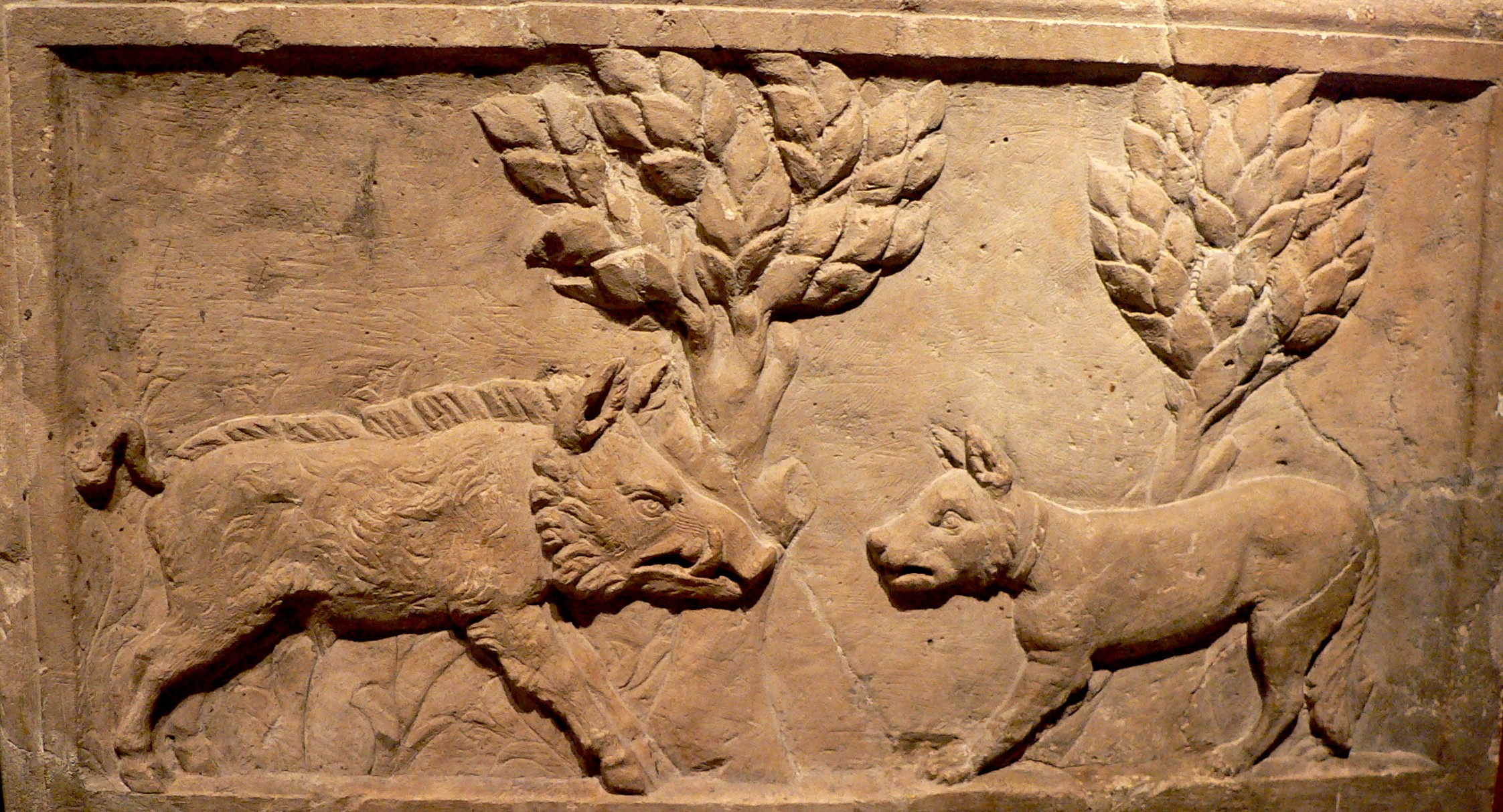
Römisches Relief eines Wildschweines und eines Jagdhundes, Römisch-Germanisches Museum, Köln

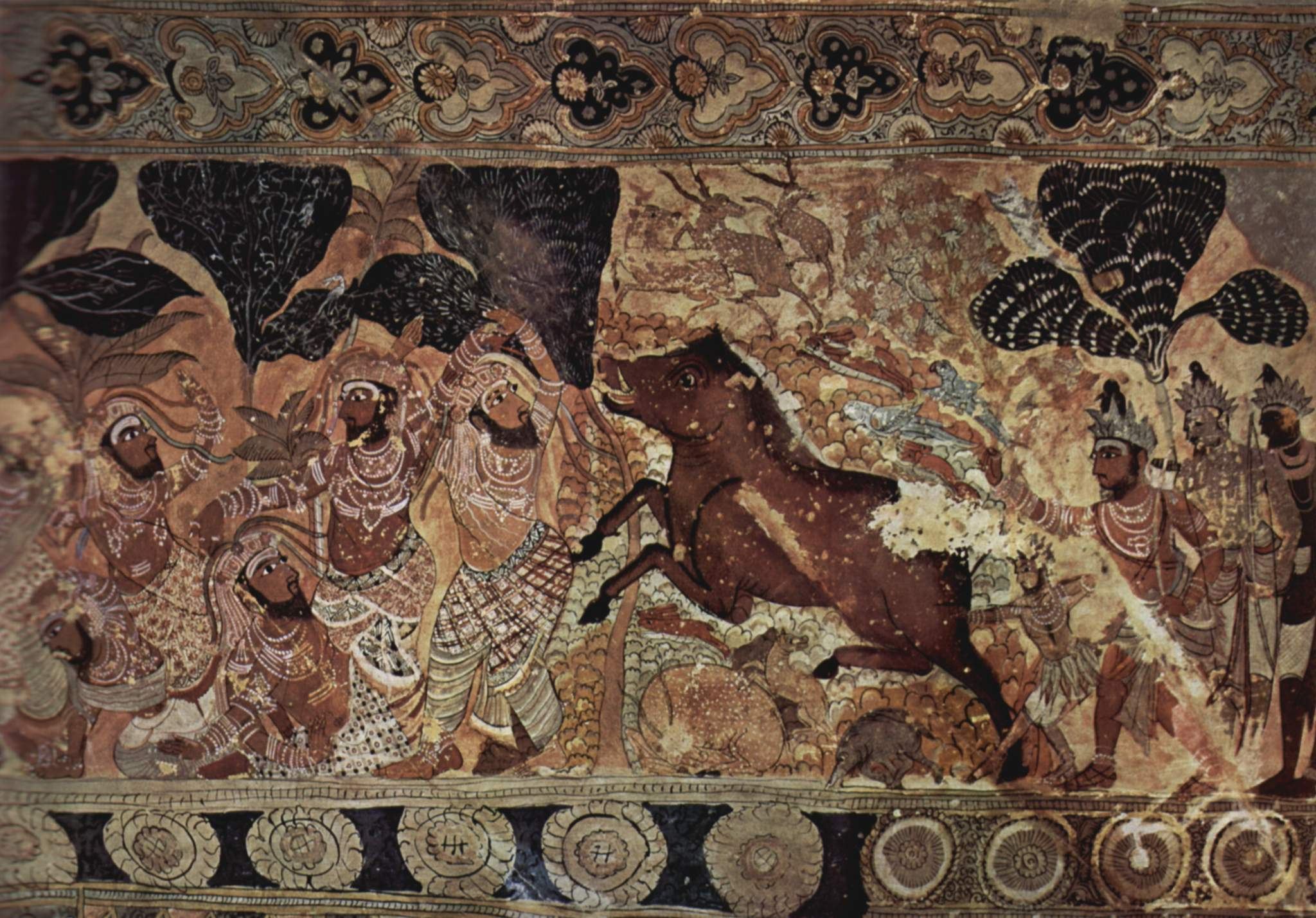
Wildschweinjagd. Indische Wandmalerei im Virabhadra-Tempel in Lepakshi nahe Hindupur (Anantapur-Distrikt in Andhra Pradesh), um 1540

Das Wildschwein gehörte zum wichtigsten Jagdwild der Menschen des Mesolithikums. Aufgrund archäologischer Befunde ist man der Überzeugung, dass Wildschweine in Mitteleuropa etwa 40 bis 50 % der Jagdbeute ausmachten. Unsere Vorfahren verwendeten Fallgruben und jagten mit Pfeil und Bogen die leicht zu erlegenden Jungtiere und vorjährigen Tiere.
Die Jagd auf einen ausgewachsenen Keiler erforderte Mut und Geschick. Ein verletztes ausgewachsenes Wildschwein greift auch den Menschen an und insbesondere die männlichen Tiere vermögen mit ihren langen Eckzähnen dem Menschen tödliche Verletzungen beizufügen. Es galt daher als königliche Mutprobe, sich nur mit der so genannten Saufeder – einem Jagdspieß – auf Wildschweinjagd zu begeben. Die erfolgreiche Jagd Karls des Großen auf einen Keiler wird dementsprechend auch in der St. Galler Handschrift Carolus Magnus et Papa Leo aus dem Jahre 799 gewürdigt.
Wie zahlreiche Gemälde und kunsthandwerkliche Arbeiten zeigen, war die Wildschweinhatz mit Pferd und Jagdhunden die übliche Jagdweise. Am württembergischen Herzogenhof wurden zu Anfang des 17. Jahrhunderts 900 große Jagdhunde gehalten, mit denen man auf Wildschweinjagd ging. Die wertvolleren dieser Hunde, die man auch als „Sauhunde“ oder „Schweinshunde“ bezeichnete, wurden gegen die Angriffe der Wildschweine mit breiten Halsbändern und mitunter sogar Panzerhemden geschützt. Aufgabe der Hunde war es, das Wildschwein so lange zu hetzen, bis es ermüdete, und es dann an einem Ort festzuhalten, ehe der Jäger es aus naher Entfernung tötete. Bei diesen sogenannten Sauhatzen wurden regelmäßig Menschen, Pferde und Hunde durch angreifende Wildschweine schwer und mitunter tödlich verletzt.
Die Entwicklung der Feuerwaffen machte die Jagd auf das Wildschwein einfacher. Es bestand keine Notwendigkeit mehr, sich einem mit seinen Hauern wild schlagenden Keiler direkt zu stellen. Trotzdem war insbesondere im Barock die Jagd auf das Wildschwein fester Bestandteil des höfischen Zeremoniells. Wildschweinjagden zu Pferd gehörten zwar noch zu den fürstlichen Vergnügungen, häufig wurden die Tiere jedoch auch in Hetz- oder Saugärten vor die Büchsen der höfischen Gesellschaft getrieben. Die erjagten Tiere spielten dabei durchaus auch eine Rolle bei der Versorgung der Bevölkerung mit Fleisch. 1669 verkaufte beispielsweise das „Proviant- und Rauchhaus des Jägerhofes Dresden“ 616 geschossene Tiere an die Bevölkerung; in Preußen waren die Bürger der Städte gezwungen, dem königlichen Hof erjagte Wildschweine abzukaufen. Demgegenüber stand der massive landwirtschaftliche Schaden, den die Wildschweine auf den Feldern anrichteten. Den Bauern war es in der Regel nicht erlaubt, die in ihre Felder einfallenden Wildschweine zu töten – sie durften lediglich mit Knüppeln ihre Anbauflächen schützen.

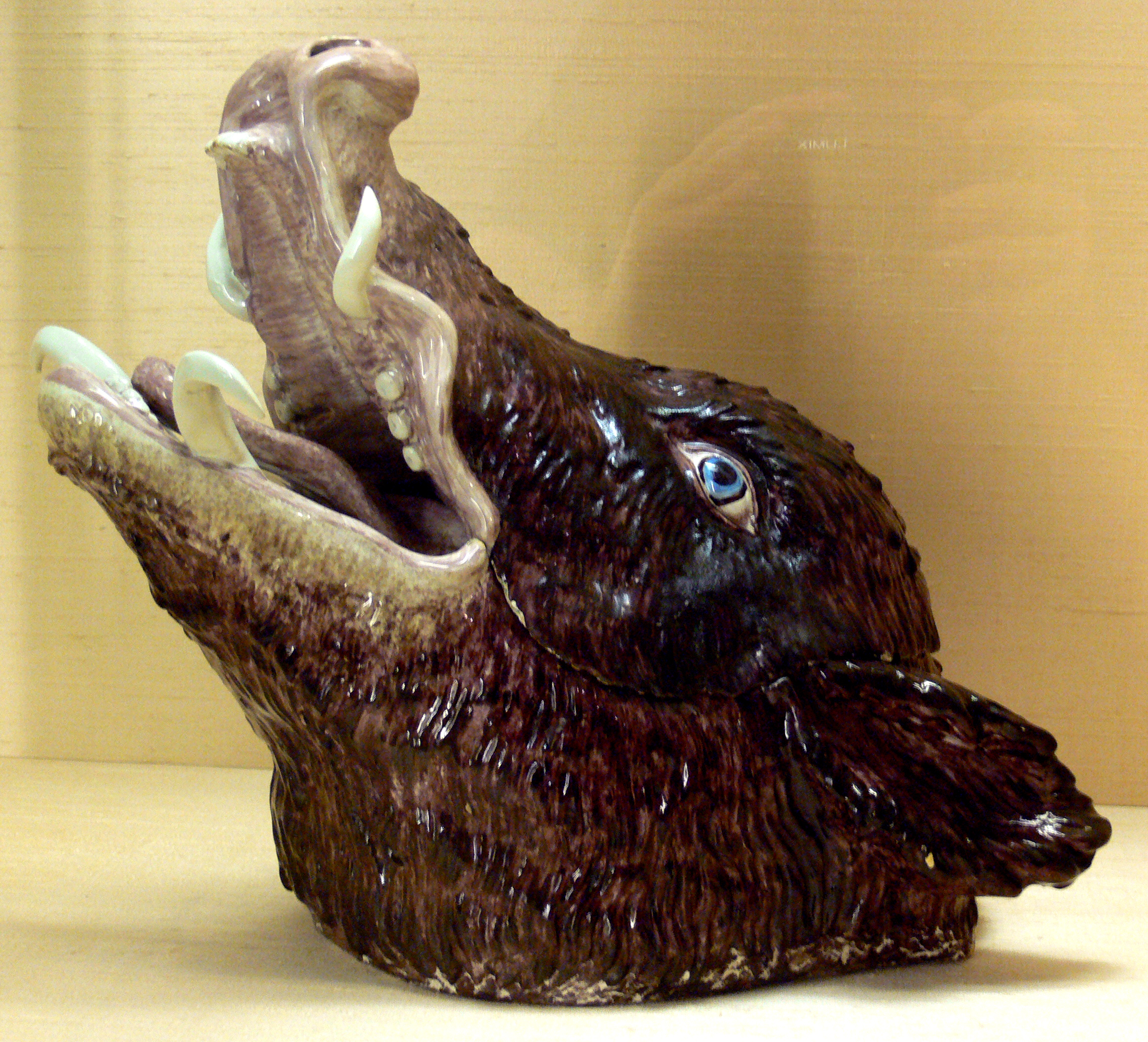
Terrine in Form eines Eberkopfs, Höchst, um 1748

Dies änderte sich mit dem Verfall des Absolutismus. Jagdbeschränkungen auf Wildschweine wurden aufgehoben und ab dem letzten Drittel des 18. Jahrhunderts wurden in vielen mitteleuropäischen Ländern Verordnungen erlassen, nach denen Wildschweine nur noch in Tiergärten oder Wildgattern erlaubt waren. Mitte des 19. Jahrhunderts war das Wildschwein deswegen in zahlreichen mitteleuropäischen Regionen nicht mehr vertreten. Dazu trug wesentlich bei, dass infolge der Revolution von 1848 das Jagdrecht an das Grundeigentum gebunden wurde. Der Jagdinhaber hatte den entstehenden Wildschaden zu ersetzen und dies führte zu einer deutlichen Dezimierung der Wildschweinbestände. Das preußische Wildschadengesetz von 1891 beispielsweise verlangte vom Jagdberechtigten den vollen Ausgleich des Wildschweinschadens, wenn ihm Hegeabsichten unterstellt werden konnten. Als Hegeabsicht wurde dabei schon gewertet, wenn der Jagdberechtigte eine Jungtiere führende Bache nicht abschoss.
In den 1940er Jahren waren viele Regionen Mitteleuropas von Wildschweinen nicht mehr besiedelt. Zur erneuten Ausbreitung des Wildschweins in der Zeit danach hat beigetragen, dass in den ersten Nachkriegsjahren insbesondere in Deutschland die Jagd nur eingeschränkt erlaubt war. Auch der vermehrte Anbau von Mais ließ die Zahl der Wildschweine steigen, was sich auch in der jährlichen Strecke niederschlug. Im Jagdjahr 2007/08 wurden in Deutschland 447.000 Tiere erlegt, 2010/11 waren es 579.000, was einem Anstieg um 30 % innerhalb von drei Jahren entspricht. Die Tendenz ist ungebrochen, 2015/16 lag die Quote bei 610.600. Allerdings schwankt die jährliche Abschussmenge in den Bundesländern zum Teil erheblich. Allein der Vergleich zwischen den Stadtstaaten Berlin mit über 1.500 Abschüssen, Hamburg mit 128 und Bremen mit nur zwei zeigt dies deutlich. Das Wildschwein ist mittlerweile das zweithäufigste jagdbare Haarwild nach dem Reh in Deutschland, in Österreich steht es noch an fünfter, in der Schweiz an sechster Stelle (2015 auch hier bereits an fünfter Stelle).
Wildschweine werden, soweit verwertbar, zu Wildbret verarbeitet. Das Fleisch des Wildschweins ist nach wie vor am begehrtesten. Das Aufkommen 2016/17 in Deutschland lag laut Deutschem Jagdverband bei 13.900 Tonnen. Der errechnete Wert des Wildbrets liegt bei über 92,3 Mio. €. Als Allesfresser unterliegt das Fleisch vom Wildschwein der Pflicht zur amtlichen Untersuchung (Beschau) auf Trichinen. Seit der Nuklearkatastrophe von Tschernobyl muss in südlichen Regionen der Bundesrepublik auch auf radioaktive Belastung durch 137Cs untersucht werden, sofern das Fleisch in den Handel gelangt. In einer Erhebung aus dem Jahr 2023 hat das Bundesamt für Strahlenschutz (BfS) für Wildschweinfleisch in Deutschland Aktivitäten von bis zu 15 Kilobecquerel pro Kilogramm (kBq/kg) ermittelt. Der gesetzlich vorgeschriebene Höchstwert für Lebensmittel, die in Deutschland für den Handel bestimmt sind, beträgt 0,6 kBq/kg. Eine Studie aus dem Jahr 2023 legt nahe, dass die Cäsium-137-Belastung in Wildschweinen bis zu etwa zwei Dritteln aus Kernwaffentests der 1950er und 1960er Jahre stammen könnte, statt überwiegend aus dem Tschernobyl-Unfall. Auch in bestimmten Gebieten Schwedens (Uppsala län, Gävleborgs län und Västmanlands län) wiesen 69 von 229 erlegten Wildschweinen Werte über 1,5 kBq/kg auf, der Höchstwert in der 2017/2018 durchgeführten Analyse lag bei etwa 40 kBq/kg. Durch ihr Ernährungsverhalten sind Wildschweine deutlich höher belastet als andere Wildtierarten. Die Kontamination geht jedoch zurück. Während das bundesweite Messprogramm IMIS 2014 bis 2016 noch Werte von bis zu rund 2,5 kBq/kg für Wildschweine feststellte, lagen die Höchstwerte 2016 bis 2018 bei bis zu rund 1,3 kBq/kg. Der Großteil der Werte war deutlich niedriger.
Im Allgemeinen werden Wildschweinjunge unter 15 kg nur zur Seuchenbekämpfung (zum Beispiel im Fall von Schweinepest) erlegt. Unter dem Gesichtspunkt der Seuchenprävention werden im Raum Hamburg Wildschweine in Lebendfallen gefangen und anschließend geschossen.
Gutes Wildbret liefern zweijährige Tiere, jagdsprachlich sogenannte „Überläufer“, und nicht zu alte Individuen beiderlei Geschlechts. Ältere Tiere werden zu Wurst verarbeitet. Fleisch von Keilern in der Paarungszeit ist hingegen kaum zu verwerten.

### Verhalten gegenüber Menschen

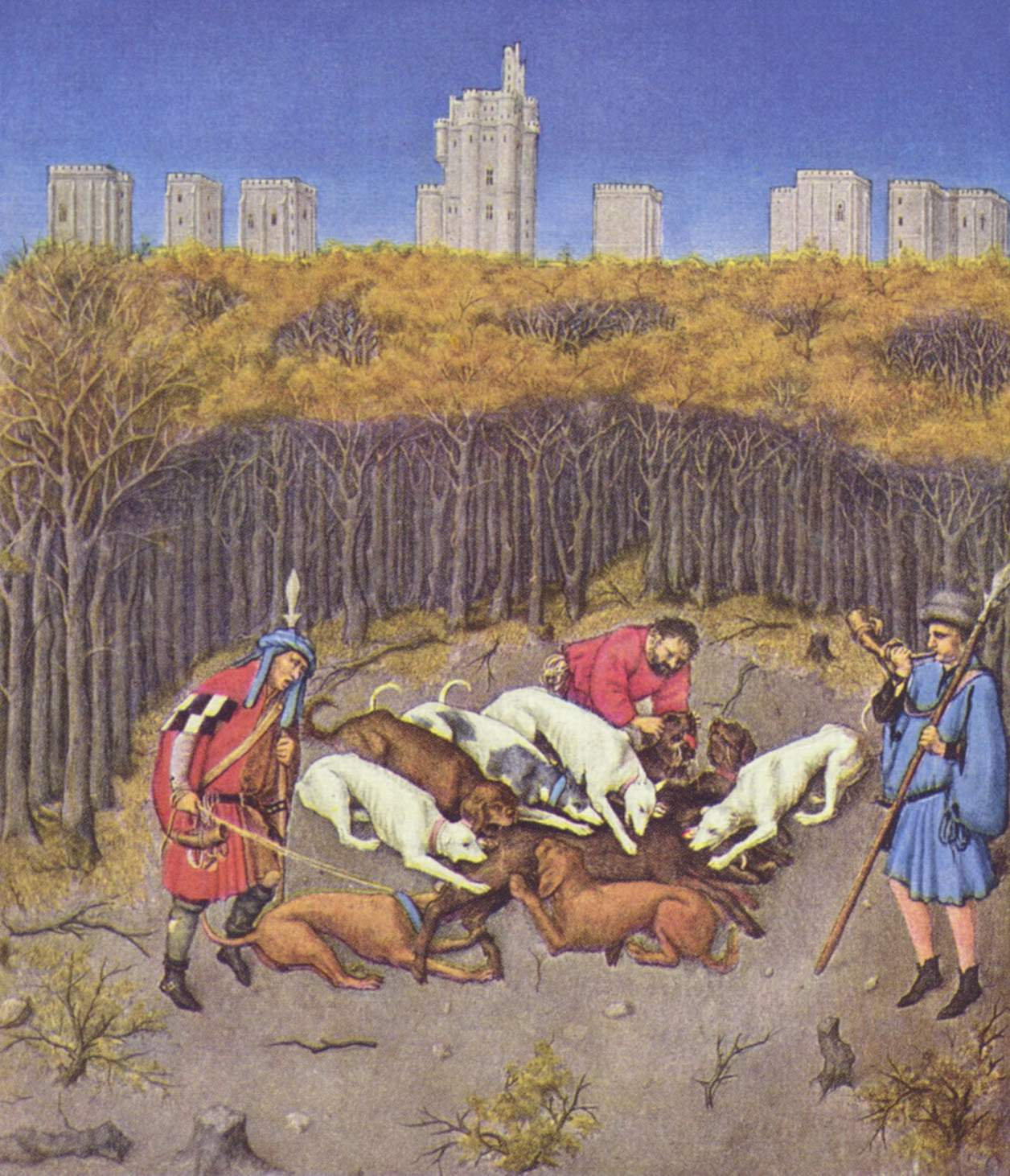
Darstellung einer Sauhatz im Stundenbuch des Herzogs von Berry

Wildschweine leben überwiegend in ländlichen Regionen, können aber bei geeigneten Bedingungen auch Siedlungen, bis hin zu Großstädten, dauerhaft besiedeln, sie meiden also nicht generell Regionen mit hoher Bevölkerungskonzentration. Kommt es häufiger zu Kontakt mit Menschen, zeigen sie Verhaltensanpassungen. Häufig nimmt die nächtliche Aktivitätsperiode zu, es kann aber, vor allem aufgrund fehlender Bejagung in Städten, zu Gewöhnungsvorgängen (Habituation) kommen, wobei die Tiere ihre Scheu vor dem Menschen verlieren. Dies gilt vor allem dann, wenn sie zusätzlich gefüttert werden.
Erfahrungen in Berlin zeigen, dass die Bejagung im urbanen Raum von Teilen der Bevölkerung einerseits häufig aus Sympathie für die Tiere und aus Tierschutzgründen abgelehnt wird, andererseits wegen der verursachten Schäden in Gärten und Grünanlagen massiv gefordert wird. Hier steht daher neben der Bejagung vor allem die Beratung der Bürger zum angemessenen Umgang mit Wildschweinen im Wohnumfeld im Vordergrund. Eine Umfrage in Barcelona (Spanien) zeigte aber, dass massiver Abschuss von Wildschweinen in der Stadt sogar von solchen Bürgern überwiegend abgelehnt wurde, die vorher negative Erfahrungen mit ihnen gemacht hatten. In Berlin zeigte rund ein Viertel der Befragten in stark betroffenen Gebieten Sympathie für eine radikale Bekämpfung.
Direkte Angriffe von Wildschweinen auf Menschen sind selten, zeigen aber in den vergangenen Jahrzehnten eine zunehmende Tendenz. Von 412 analysierten Fällen weltweit erfolgte nur ein Viertel während einer Jagd, dann meist durch angeschossene Tiere. Etwa die Hälfte (49 %) der Angriffe abseits von Jagden erfolgte ohne vorherige Provokation durch eigenes Verhalten wie Bedrohung, ebenfalls zur Hälfte (52 %) nachts. In den Fällen, bei denen das Geschlecht festgestellt werden konnte, erfolgten die meisten (82 %) der Angriffe durch männliche Tiere. In 69 % der Fälle kam es zu Verletzungen, tödliche Verletzungen kamen vor, blieben aber wenige Einzelfälle. Nur in wenigen Fällen (etwa 10 %) waren die Menschen von Hunden begleitet. Aufgrund der Körpergröße überwiegen, meistens oberflächliche, Verletzungen an den Beinen und im unteren Rumpfbereich. Häufiger als Angriffe auf Menschen sind Wildunfälle mit Autos, meist auf mäßig befahrenen Straßen nachts. Allein in Berlin kam es 2004/2005 zu 653 Unfällen mit Wildschweinen. Weitere Probleme betrafen Schäden durch Wühltätigkeit in Gärten und Parks und hin und wieder Konflikte mit abfallverwertenden Tieren.
Wildschweine haben einen robusten Umgang miteinander und können selbst ohne aggressive Absichten Menschen versehentlich schwer verletzen. Von der Haltung von Wildschweinen als Haustiere wird daher grundsätzlich abgeraten.

### Abgerichtete Wildschweine
Im Périgord (Frankreich) werden speziell zur Trüffelsuche trainierte Wildschweine eingesetzt.
In den 1980er Jahren gelangte ein im Hildesheimer Raum abgerichtetes Wildschwein zu weltweiter Bekanntheit und fand als erstes Schwein im Dienst der Polizei Aufnahme in das Guinness-Buch der Rekorde: Das Spürwildschwein Luise der Polizei Niedersachsen war nach Ausbildung durch einen Diensthundeführer in der Lage, vergrabene Sprengstoffe und Rauschgiftproben ebenso gut wie Suchtmittelspürhunde zu finden. Das Wildschwein stand von 1984 bis zur Pensionierung seines Ausbilders und Führers 1987 im Dienst der Polizei. Es kam aber wegen der Inanspruchnahme im Rahmen der aufwändig inszenierten Öffentlichkeitsarbeit nur in vier Fällen zu einem tatsächlichen Polizeieinsatz, wobei es zweimal fündig wurde.

### Wildschweine in der Literatur

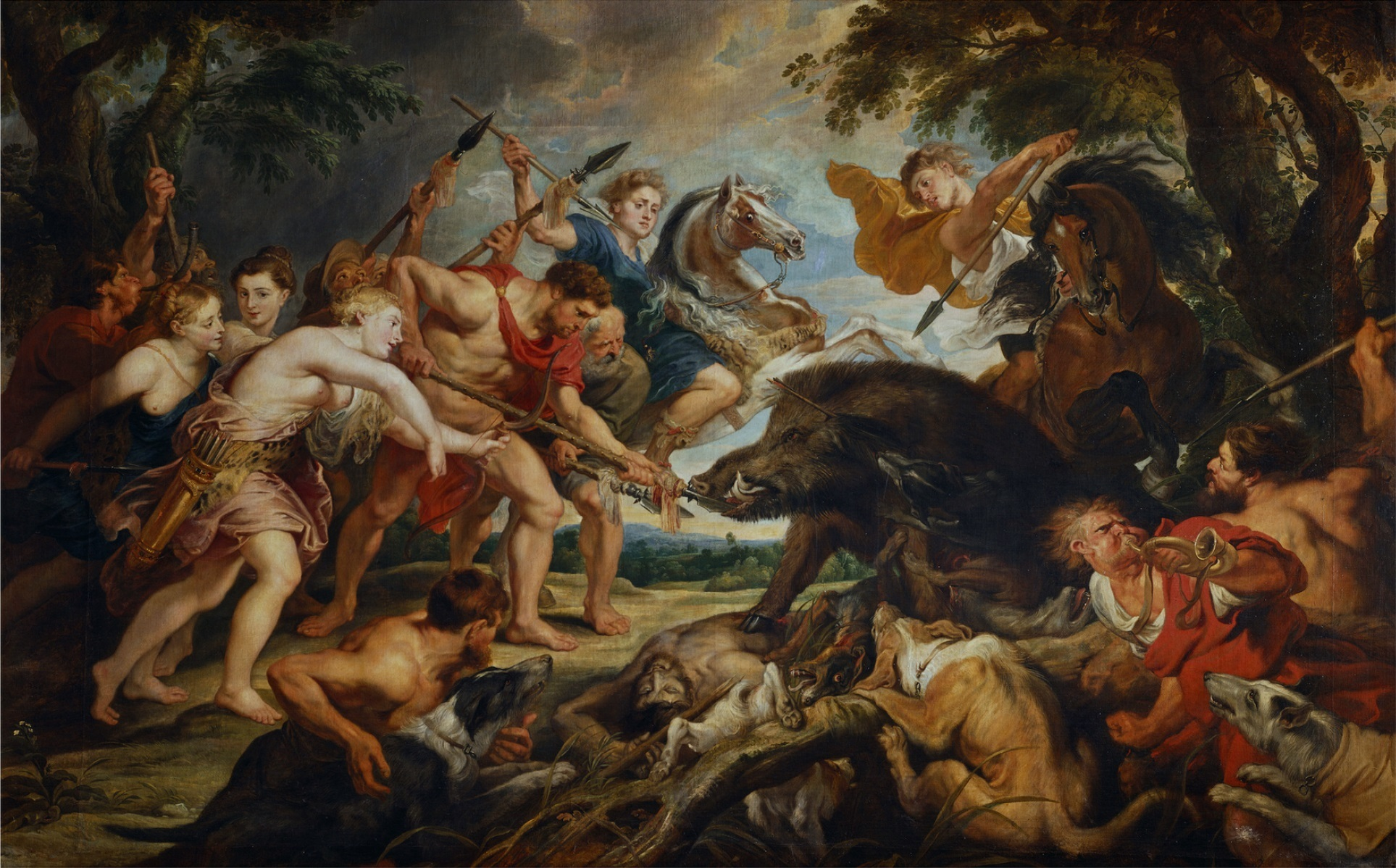
Peter Paul Rubens: Jagd des Meleager und der Atalante

Die Jagd auf das wehrhafte Wildschwein war immer wieder Thema der Literatur. Das reicht von den Taten des Herakles, der den Erymanthischen Eber einzufangen hat, über das Nibelungenlied und die griechische Überlieferung der Wildschweinjagd der Atalante und des Meleager (von Peter Paul Rubens auch in Gemälden festgehalten) bis zur Darstellung in der Comic-Serie Asterix.

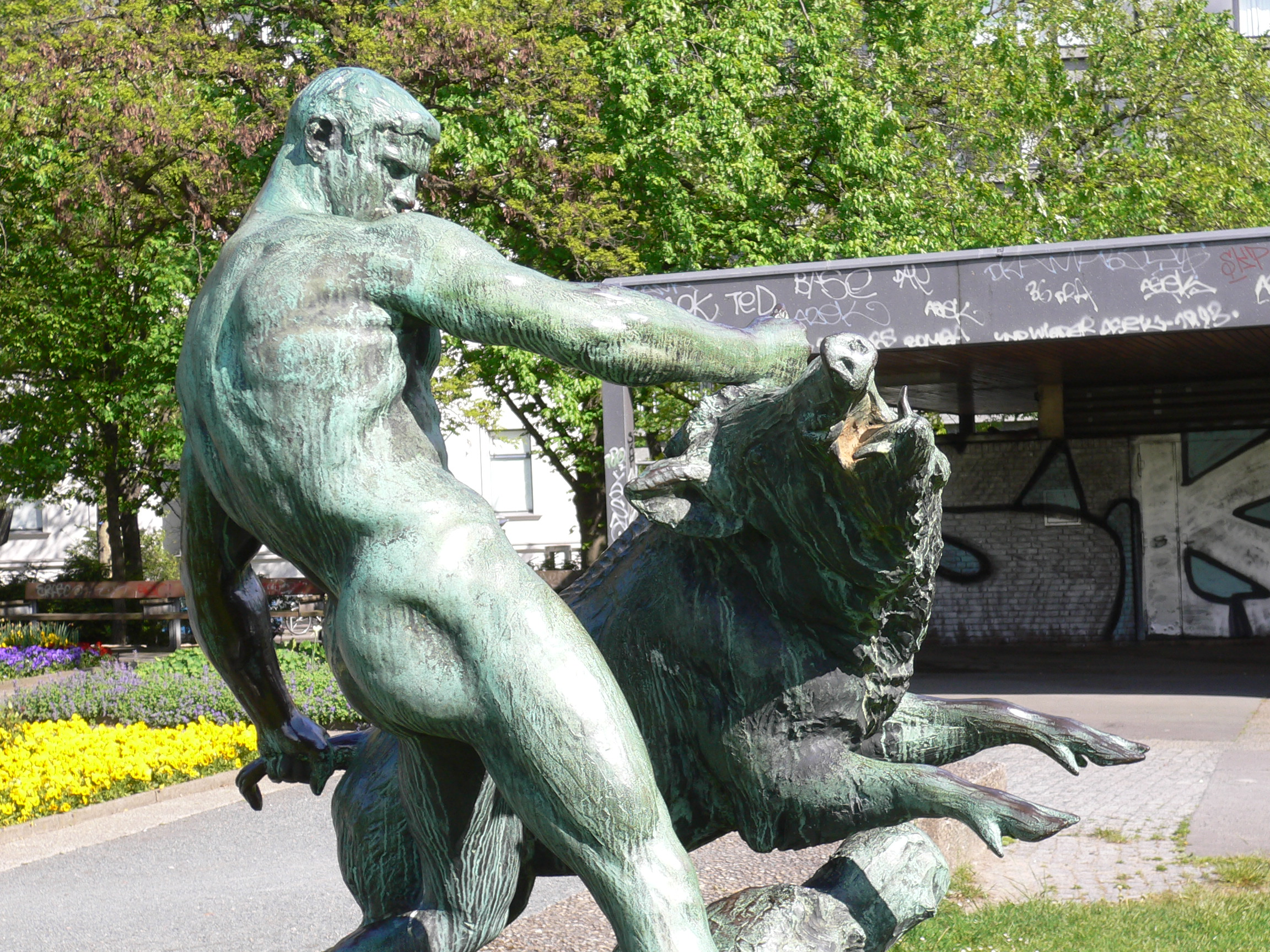
Louis Tuaillon: Herkules und der erymantische Eber auf dem Lützowplatz in Berlin

Schon in den Erzählungen des Homer wird davon berichtet, wie die griechische Göttin der Jagd Artemis aus Rache ein Wildschwein auf die Erde schickt, das die Felder und Weingärten verwüstet. Der römische Dichter Ovid hat beschrieben, welche Schäden wühlende Wildschweine auf den Feldern der Bauern verursachen. In der germanischen Edda jagen die Helden jeden Tag den Keiler Sährimnir, der am nächsten Morgen aufersteht, um erneut gejagt zu werden. Auch in Märchen kommt der Wildschweinkampf als Mutprobe vor. Im Märchen vom Tapferen Schneiderlein fängt das schmächtige Schneiderlein durch einen schlauen Trick den wilden Eber, vor dem sich sogar die Jäger fürchteten (siehe auch Der singende Knochen).
In der Comic-Serie Asterix, deren Handlung im Gallien der Römerzeit um das Jahr 50 v. Chr. unter Julius Caesar spielt, gelten Wildschweine als Leibspeise nicht nur der Hauptfiguren Asterix und Obelix, sondern aller Bewohner des gallischen Dorfes, das den Römern erbittert Widerstand leistet. Fast jedes Heft der Comic-Serie endet damit, dass das gesamte Dorf sich beim gemeinsamen Wildschweinessen versöhnt und feiert.
Im Roman Hannibal von Thomas Harris spielen Wildschweine eine Rolle in den Racheplänen Mason Vergers, eines Opfers von Doktor Lecter. Er lässt eine Wildschweinrasse züchten, die besonders wild und sogar blutrünstig ist, um sie als Mordwaffe gegen Doktor Lecter einzusetzen.

### Wildschweine in der Kunst
Die Skulptur 'das größe Wildschwein der Welt' realisierte der Bildhauer Éric Sleziak zwischen 1983 und 1993. Seit dem 7. August 2008 ziert sie die Einfahrt zu einer Raststätte an der Autobahn A34 nördlich von Rethel (Nordöstliches Frankreich, Département Ardennes).

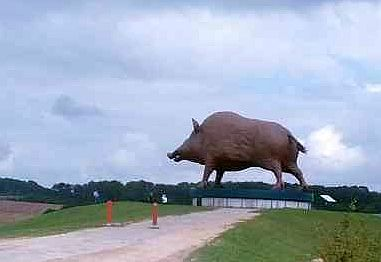
Woinic, das größte Wildschwein der Welt, an einer Autobahn-Raststätte in den Ardennen

### Wildschwein als Wappentier und Namensgeber für Ortschaften
Das Wildschwein wurde häufig als Wappentier verwendet und stand auch Pate für die Namensgebung von Ortschaften. Bekannte Beispiele sind die Kreisstadt Eberswalde nordöstlich von Berlin, die mehrfach auftretenden Ortsnamen Eberbach oder Ebersbach, Everswinkel im Münsterland oder Eversberg im Sauerland. Einen Eber mit Hauern ziert jeweils das Wappen vom Landkreis Ebersberg und der Kreisstadt Ebersberg in Oberbayern; auch der Ort Ebermannstadt in Oberfranken verwendet eine Abbildung des Tieres.
Das Wappen des Wolfsburger Stadtteils Vorsfelde zeigt auf silbernem Grund einen springenden schwarzen Eber über grünem Boden. Es ist ein redendes Wappen, denn das Wildschwein vergegenständlicht den Namensteil Vor im Ortsnamen Vorsfelde. Dat Vor ist ein Begriff aus dem Niederdeutschen und steht für ein mageres Schwein. Das Wappenbild in der heutigen Form tauchte erstmals um 1740 auf. Es entstand aus dem Vorsfelder Ortssiegel, auf dem ein springendes Wildschwein bereits 1483 nachweisbar ist. Die Übernahme als Wappentier beruht vermutlich auch auf der Häufigkeit von Schwarzwild in den nahen Drömlingswäldern. Seit 1952 steht ein Eber als ausgestopftes Wappentier in einem Schaukasten im früheren Vorsfelder Rathaus (heute Verwaltungsstelle der Stadt Wolfsburg), der in Ortsnähe geschossen wurde.
Das in Mecklenburg ansässige alte Adelsgeschlecht Bassewitz mit einem Eber im Wappen leitet seinen Namen von dem Wort „Basse“ ab, einer in der Jägersprache gebräuchlichen Bezeichnung für einen mächtigen Keiler.
Der Keilerkopf ist Markenzeichen der Spirituosenfabrik Hardenberg-Wilthen in Nörten-Hardenberg („Hardenberger“). Sie gab sich dieses Markenzeichen aufgrund des Ebers als Wappentier der Grafen von Hardenberg, die vor Ort ihren Stammsitz haben.

Wappen von Ebern
Wappen von Ebersbach an der Fils
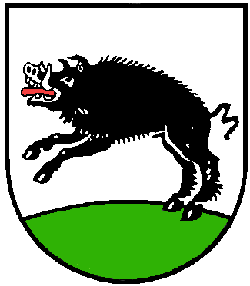
Wappen von Wolfsburg-Vorsfelde
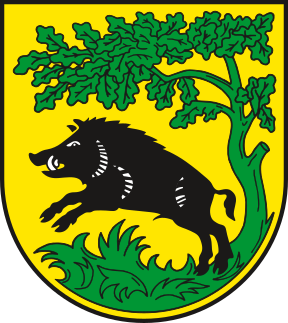
Wappen von Wörlitz
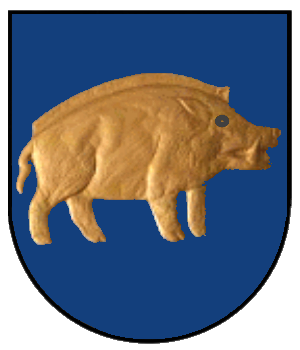
Wappen von Schweinspoint
Wappen von Eberbach
Wappen von Eberbach-Seltz
Wappen von Eberswalde
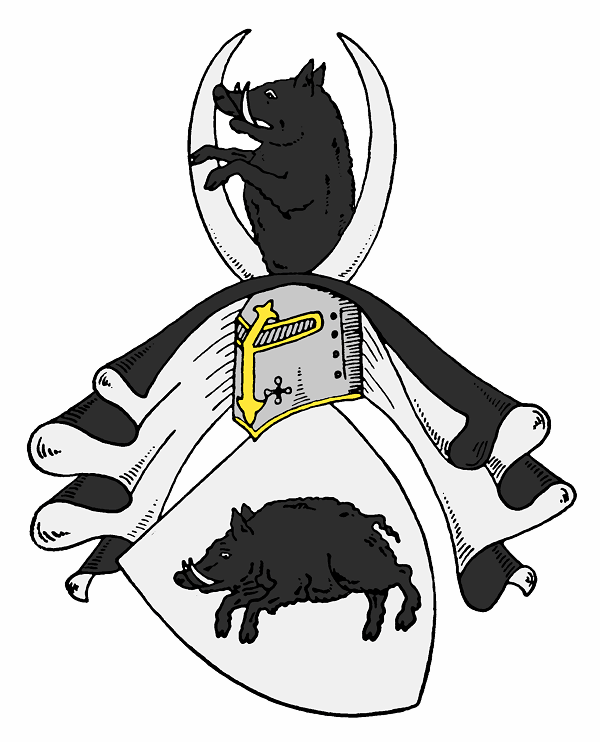
Wappen derer von Bassewitz
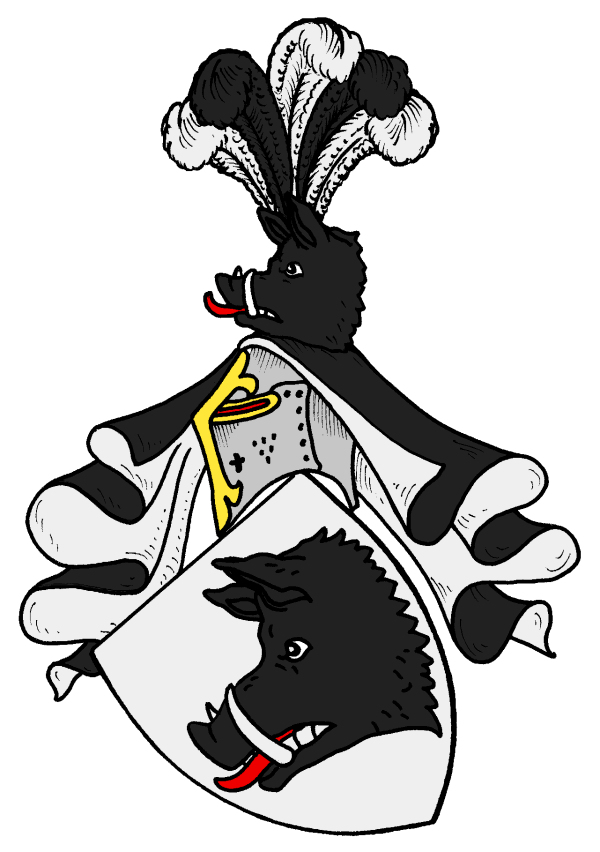
Wappen derer von Hardenberg
Wappen von Ebersberg

## Filmdokumentationen
- Schwarzwildreport, TV-Dokumentarfilmreihe von Heinz Meynhardt, 1974 bis 1977
- Wildschweingeschichten, zehnteilige Fernsehserie von Heinz Meynhardt
- Die Wildschweine im Teutoburger Wald. 45 Min. (Reihe: Expeditionen ins Tierreich), Erstausstrahlung am 26. März 2008 (NDR); Autor: Tierfilmer Günter Goldmann